# Rudolf Harbig
Rudolf Waldemar „Rudi“ Harbig (* 8. November 1913 in Dresden; † oder vermisst seit 5. März 1944 in Olchowez, Swenyhorodka, Ukrainische SSR, Sowjetunion) war ein deutscher Leichtathlet, der vor allem als Mittelstreckenläufer erfolgreich war.
Harbigs Läuferkarriere begann 1934. Unter Anleitung des Trainers Woldemar Gerschler avancierte er binnen weniger Jahre zum Ausnahmeathleten. Im Jahr 1936 wurde er erstmals Deutscher Meister und errang bei den Olympischen Spielen in Berlin als Läufer in der 4-mal-400-Meter-Staffel eine Bronzemedaille. Im Jahr 1938 wurde er zweifacher Europameister. Auf dem Höhepunkt seiner sportlichen Karriere lief er 1939 binnen weniger Monate vier Weltrekorde. Eine Teilnahme an den Olympischen Spielen 1940 war ihm nicht vergönnt, weil die Spiele infolge des Zweiten Weltkriegs abgesagt wurden. Seinen letzten Weltrekord lief Harbig 1941 über die 1000-Meter-Distanz. In den anschließenden Jahren verhinderte die Einberufung zur Wehrmacht weitere größere Erfolge. Er ging an 175 Wettkampftagen insgesamt 233-mal an den Start (inklusive Staffel-, aber ohne Waldläufe und ohne Hallenveranstaltungen), wobei er 201-mal siegte.
Seit einem Kampfeinsatz als Fallschirmjäger bei der Luftwaffe im März 1944 gilt Harbig als gefallen oder vermisst.

## Kindheit und Lehre

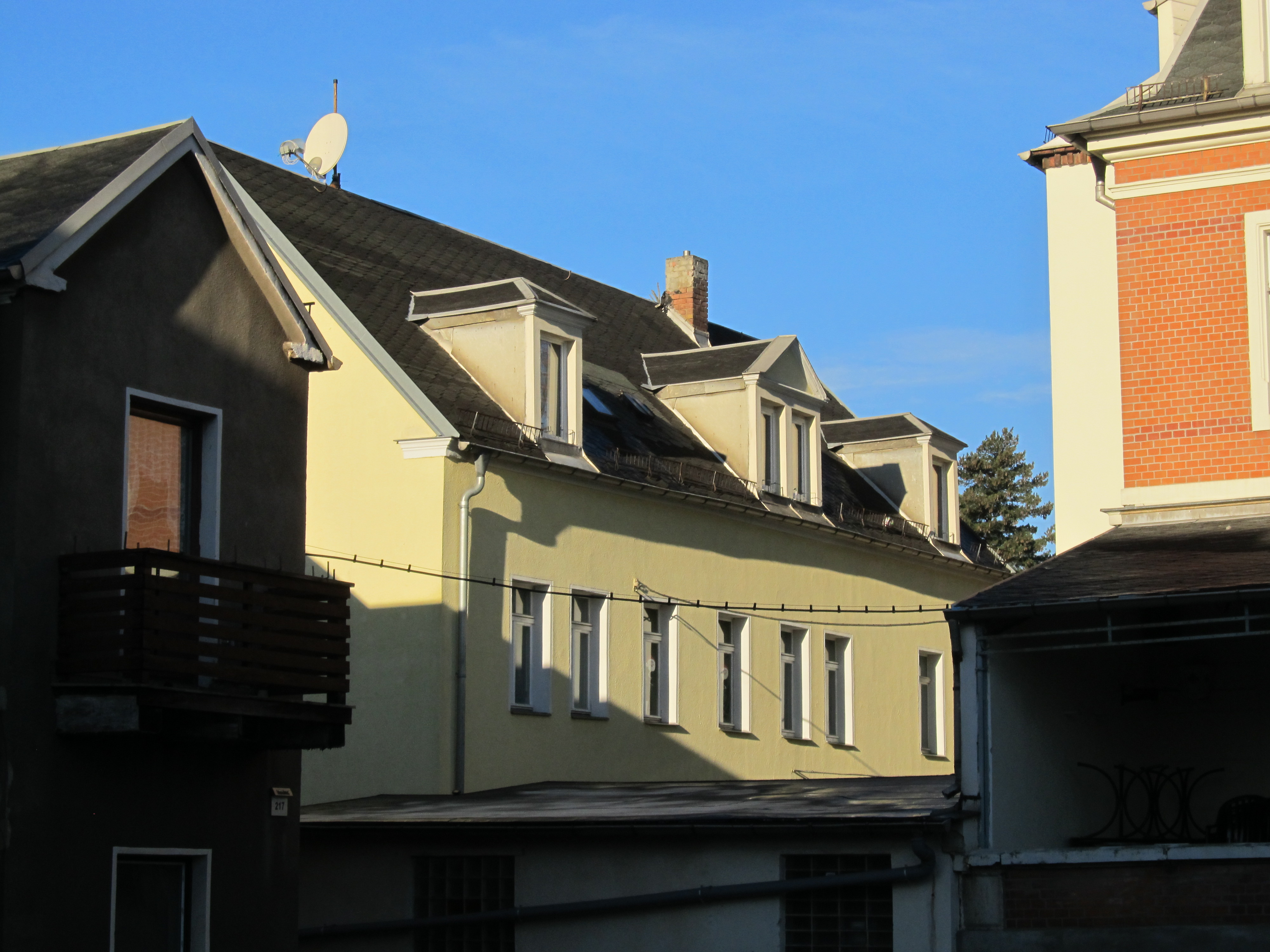
In diesem Hinterhaus an der Großenhainer Straße wohnte Rudolf Harbig während seiner Kindheit in der Zeit der Weimarer Republik.

Rudolf Harbig wurde am 8. November 1913 als zweites von fünf Kindern in Dresden-Löbtau geboren. In seiner frühen Kindheit wohnte er mit seiner Familie zunächst in diesem Stadtteil, dann in Trachenberge. Ab 1919 wuchs er in Trachau auf, wo er in einem Hinterhaus an der Großenhainer Straße 219 im Stadtviertel Wilder Mann wohnte. Er hatte eine ältere und zwei jüngere Schwestern sowie einen jüngeren Bruder. Sein Vater A. Rudolf Harbig, von Beruf Heizer, fand nach der Heimkehr aus dem Ersten Weltkrieg keine Anstellung mehr. Harbigs Mutter brachte die Familie durch die Depression.
Als Schüler gehörte Rudolf Harbig dem Turn- und Sportverein „Frischauf“ Trachau an; später wechselte er zur Sportvereinigung Brandenburg. Er nahm an Läufen in der Dresdner Heide teil und spielte auch Handball. Nach seiner achtjährigen Schulzeit wollte Harbig das Fleischerhandwerk erlernen. Da seine Eltern jedoch nicht die finanziellen Mittel für die erforderliche Arbeitsbekleidung aufbringen konnten, trat er in der Dresdner Altstadt eine Lehre als Stellmacher an. Während seiner Lehrzeit blieb Harbig dem Sportverein treu; 1930 siegte er bei einem 3000-Meter-Lauf. Im Jahr darauf belegte er mit einer Zeit von 34:25 min in einem 10.000-Meter-Lauf Rang sechs. Als sein Verein nach internen Konflikten aufgelöst wurde, wechselte Harbig zum Dresdner Verein Olympia. Nach seiner Lehrzeit konnte ihn sein Meister aufgrund der herrschenden Weltwirtschaftskrise nicht als Geselle übernehmen. Daher ging Harbig auf Wanderschaft. Von Dresden reiste er zunächst nach München und von dort als „Tippelbruder“ durch Deutschland. Als er auch in der Fremde keine Arbeit fand, kehrte er zur Familie zurück und widmete sich weiter dem Sport.
Neben Handball und Leichtathletik betätigte sich Harbig als Schwimmer und Fußballer, er fuhr Rad und lief während der Wintermonate im Erzgebirge Ski. Da er immer noch keine feste Anstellung finden konnte, schlug er sich mit Gelegenheitsarbeiten durch. Um seine Existenz zu sichern, verpflichtete er sich schließlich Ende 1932 für drei Jahre bei der Reichswehr. Nach der Schlussuntersuchung in der Jägerkaserne wurde er angestellt. Neben der militärischen Ausbildung auf dem Heller konnte er sich im Militärdienst weitgehend leichtathletischen Betätigungen widmen. Schon bald war Harbig für seine „Spurterqualitäten“ bekannt; er siegte für seine Kompanie bei mehreren Läufen.

## Sportliche Karriere

### Entdeckung und Aufstieg

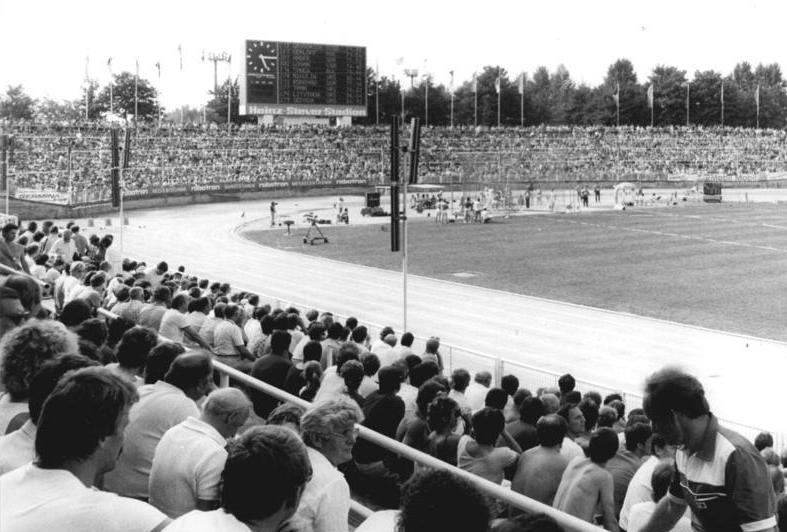
Im Heinz-Steyer-Stadion (Aufnahme von 1986) wurde Harbig 1934 beim Wettkampf zum Tag des „unbekannten Sportsmanns“ von seinem späteren Mentor Woldemar Gerschler entdeckt.

Der Berufssoldat Harbig nahm weiter an Läufen teil. Im Sommer 1934 begannen in Deutschland die Vorbereitungen für die Olympischen Spiele 1936 in Berlin. Um unerkannte Sporttalente zu entdecken, gab es im Reichsgebiet zahlreiche Sportveranstaltungen, so auch am 24. Juni 1934, als in Dresden der Tag des unbekannten Sportsmanns veranstaltet wurde. Im Heinz-Steyer-Stadion des Dresdner SC (DSC) im Ostragehege nahm Harbig an einem 800-Meter-Lauf teil. Dieser Wettkampf wurde zum Wendepunkt in seinem Leben. Das Läuferfeld, das nach dem Start ein sehr hohes Tempo anschlug, blieb zunächst dicht zusammen, zog sich in der zweiten Hälfte des Rennens aber deutlich auseinander. Harbig bezwang seine Gegner mit einer Zeit von 2:04 min. Sein Sieg fand in der Öffentlichkeit jedoch kaum Beachtung, nur ein anwesender Sportfachmann interessierte sich für den aufstrebenden Läufer. Es war Woldemar Gerschler, der damalige Leiter der Dresdner Olympia-Trainingsgemeinschaft und Harbigs späterer Mentor. Der aus Meißen stammende Gerschler hatte Harbig während des gesamten Laufes beobachtet und war zum Entschluss gekommen, den jungen Mann zu fördern und zu betreuen. Er bot Harbig an, sich der Olympia-Trainingsgemeinschaft anzuschließen, was dieser tat. Darüber hinaus trat Harbig zu Gerschlers Mannschaft im DSC über, wo dieser ihn körperlich, technisch und taktisch schulte, insbesondere im damals wenig bekannten Intervalltraining. Dies war der Beginn von Harbigs Sportkarriere.
Im Juli 1934 führte die Heeressportschule Sportlehrgänge in Wünsdorf und Umgebung durch. Dabei wurde er bei einem Wettkampf in Luckenwalde auf der 800-Meter-Distanz mit einer Zeit von 2:04,5 min Dritter. Einen zweiten Platz erreichte er beim 1000-Meter-Lauf in Wünsdorf. Ende Juli 1934 unterzog der damalige Reichstrainer Josef Waitzer die Dresdner Trainingsgemeinschaft einer Prüfung. Bei dem angesetzten 800-Meter-Lauf siegte Harbig vor dem früheren Olympiateilnehmer Max Tarnogrocki und blieb mit 1:59,4 min unter der Zweiminutengrenze. Bei den deutschen Meisterschaften am 27. Juli 1934 in Nürnberg schied Harbig allerdings im Vorlauf auf der 800-Meter-Distanz mit 2:05,6 min als Sechster aus. Im September gewann er wieder in Wünsdorf über die gleiche Strecke mit einer Zeit von 1:58,2 min.
In den ersten Trainingsmonaten und bei der Wintervorbereitung an Gerschlers Seite stieg Harbigs Leistungspotential. Bei den Bahneröffnungsveranstaltungen im Mai 1935 in Dresden siegte er auf der 800-Meter-Strecke. Am 1. Juni entschied er abermals in Dresden den halben Kilometer und tags darauf die 100 Meter für sich. Bei dem 800-Meter-Lauf am 9. Juni 1935 im schlesischen Breslau setzte er sich erneut gegen seine Gegner durch. Dass Harbig die Siege nicht geschenkt bekam, zeigte sich am 15. Juni in Kassel, als er auf der 1000-Meter-Distanz nur Siebenter wurde. Tags darauf lief er dort beim Olympiaprüfungslauf über die 800 Meter auf den ersten Rang. Wenig später verletzte sich Harbig bei einem Handballspiel so unglücklich am Knie, dass er für zwei Wochen in ein Krankenhaus musste. Infolge des Trainingsrückstands war Harbig am 21. Juli 1935 bei den in Kassel stattfindenden deutschen Juniorenmeisterschaften nicht in Form, er kam im 800-Meter-Lauf nur als Siebenter ins Ziel. Nach zwei weiteren ersten Plätzen über die 400-Meter-Strecke (50,3 s) und mit der 4-mal-400-Meter-Staffel (3:28,4 min) in Dresden am 28. Juli nahm Harbig Anfang August 1935 an den deutschen Meisterschaften in Berlin teil. Im Vorausscheid über die 800 Meter ließ er als Dritter mit 1:56,8 min aufhorchen. Im Endlauf kam es nach etwa 500 gelaufenen Metern zu einer Karambolage mehrerer Läufer. Dabei erhielt Harbig von einem Kontrahenten einen Tritt in die Ferse. Da sein Laufschuh nicht mehr richtig saß und auf der Fersenverletzung rieb, bekam Harbig starke Schmerzen und wurde Siebenter.
Wegen der zunehmenden Belastung durch den Militärdienst und das intensivere Training reichte Harbig im Sommer 1935 sein Rücktrittsgesuch ein. Obwohl er keine Arbeit in Aussicht hatte, schied er im August 1935 im Zuge des Übergangs von der Reichswehr zur Wehrmacht aus dem Berufsheer aus und hielt sich mit Gelegenheitsarbeiten über Wasser. Seine zurückgewonnene Freizeit nutzte er, um systematisch zu trainieren. In dieser Zeit legte er zusammen mit Gerschler den Grundstein für seine spätere Lauftechnik. Im September 1935 gewann Harbig in Berlin bei einem 800-Meter-Lauf und wurde auf der 400-Meter-Distanz Zweiter. In Dresden folgte am 6. September ein erster Platz über die 1500 Meter. Mit weiteren Siegen beim 1000-Meter-Lauf und bei der 4-mal-100-Meter-Staffel im tschechoslowakischen Reichenberg endete im Oktober 1935 die Wettkampfsaison. Anschließend widmete sich Harbig, der inzwischen eine Arbeit als Aushilfe bei einem Niedersedlitzer Stellmacher gefunden hatte, wieder dem Training.

### Olympische Spiele 1936

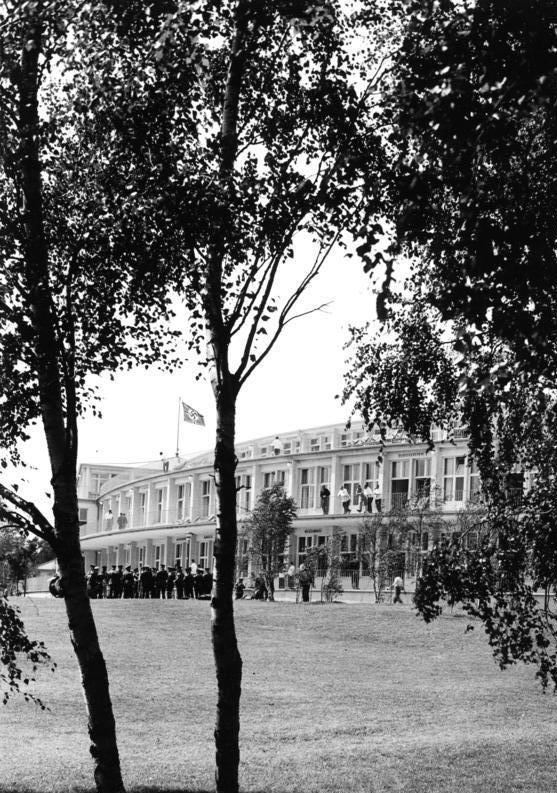
„Speisehaus der Nationen“ im Olympischen Dorf

Im Februar 1936 erhielt Harbig eine Festanstellung als Gasableser bei den Dresdner Gas-, Wasser- und Elektrizitätswerken Drewag, in deren Mitarbeiterzeitschrift er fortan seinen Arbeitskollegen seine sportlichen Erlebnisse berichtete. Als Ableser war er zuständig für den Bezirk Mitte der Dresdner Altstadt. Auch sportlich ging es weiter aufwärts: Nach dem Wintertraining erreichte Harbig mit Beginn der Wettkampfsaison 1936 die von ihm und Gerschler anvisierte Form. Die sächsischen Kreis- und Landesmeisterschaften gewann er. Bei den deutschen Meisterschaften am 11. und 12. Juli 1936 im Berliner Mommsenstadion ging es für Harbig neben der deutschen Meisterschaft auch um die Qualifikation für die wenige Wochen später beginnenden Olympischen Spiele. Bei der Vorausscheidung zum 800-Meter-Lauf wurde er Zweiter. Im Hauptlauf lag er nach dem Start zunächst im Mittelfeld, nach etwa 400 Metern setzte er sich an die Spitze des Feldes und siegte vor Wolfgang Dessecker. Mit einer Zeit von 1:54,1 min war Harbig Deutscher Meister und erhielt Starterlaubnis für Olympia. Mit ihm qualifizierten sich auch Dessecker und Alexander Mertens.
In den drei Wochen vor Beginn der Spiele widmete sich Harbig der Vorbereitung. Eine Woche vorher reiste er mit Gerschler nach Ettlingen, um dort in einer Sportschule sein Leistungsvermögen zu festigen. Das Training musste er jedoch wegen Kopfschmerzen vorzeitig abbrechen. Auf der Fahrt nach Berlin befiel ihn ein Magen-Darm-Infekt, der sich durch eine Reisekrankheit verschlimmerte. Harbig bezog im Olympischen Dorf das Haus Vogesen und begab sich in ärztliche Behandlung. Am nächsten Tag, dem 2. August, startete der geschwächte Harbig über die 800-Meter-Strecke gut und lag an zweiter Stelle hinter dem Kanadier Phil Edwards. Nach etwa 600 Metern erlitt er einen Krafteinbruch – er wurde Sechster. Harbig kehrte mit Gerschler in das Olympische Dorf zurück, wo sich beide schweren Vorwürfen seitens der deutschen Sportleitung ausgesetzt sahen. Die Enttäuschung beim 800-Meter-Lauf führte zu ernsthaften Zweifeln hinsichtlich seines Einsatzes in der 4-mal-400-Meter-Staffel. So wurde ein Ausscheidungslauf über die Distanz von 400 Metern angesetzt, in dem Harbig gegen Friedrich von Stülpnagel antreten musste. Die beiden Athleten lieferten sich ein hartes Duell, das Harbig mit einer Zeit von 48,8 s für sich entscheiden konnte. Auch von Stülpnagel wurde mit seiner Zeit von 48,9 s für die Staffel nominiert.
Im Vorlauf am 8. August setzte sich die deutsche Mannschaft mit Helmut Hamann, von Stülpnagel, Harry Voigt und Harbig mit 3:15,0 min vor Kanada durch. Am Finale am 9. August nahmen neben dem Deutschen Reich Kanada, England, Schweden, Ungarn und die Vereinigten Staaten von Amerika teil. Die deutschen Läufer starteten in unveränderter Reihenfolge. Nach den ersten 400 Metern lag Kanada in Führung. In der zweiten Runde übernahmen die USA die Führung vor England und Kanada. Von Stülpnagel übergab den Staffelstab an vierter Stelle liegend an Voigt. Dieser schloss auf Kanada auf, überholte und übergab den Staffelstab an dritter Stelle liegend an Schlussläufer Harbig. Der hinter ihm laufende Kanadier John Loaring blieb Harbig dicht auf den Fersen, doch Deutschland gewann mit einer Zeit von 3:11,8 min die Bronzemedaille.
Nach den Olympischen Spielen reiste Harbig nach Schweden, wo er an mehreren Sportfesten teilnahm und zusätzliche internationale Erfahrungen sammeln konnte.

### Karrierehöhepunkt

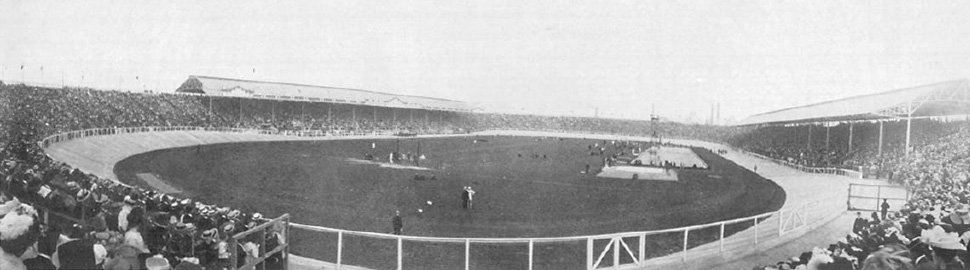
Im Londoner White City Stadium lief Harbig am 14. August 1937 seinen einzigen Wettbewerb über 880 Yards.

1937 schloss Harbig zur internationalen Läuferspitze auf. Er lief in seinen Disziplinen über 200, 400 und 800 Meter von Erfolg zu Erfolg. Der Auftaktsieg gelang ihm am 16. Mai 1937 in Paris über die 800-Meter-Strecke. In den nächsten Rennen der Kreis- und Sachsenmeisterschaften gewann Harbig sowohl auf der 200- als auch auf der 800-Meter-Distanz und verhalf der DSC-Mannschaft als Endläufer zum ersten Platz in der 4-mal-400-Meter-Staffel. Beim 800-Meter-Vergleich in Königsberg am 9. Juli errang er erneut den Sieg. Am 11. Juli startete Harbig mit seinem Club bei den deutschen Staffelmeisterschaften und eine Woche später bei den deutschen Vereinsmeisterschaften. Dort belegte er auf der 800- und 1500-Meter-Strecke weitere erste Plätze.
Den 800-Meter-Lauf am 21. Juli 1937 in Chemnitz entschied er für sich. Ein tragischer Unfall überschattete den Wettkampf, als ein Hammer Harbigs Trainer Gerschler traf, der daraufhin mit inneren Verletzungen in ein Krankenhaus gebracht werden musste. Gerschler rang wochenlang mit dem Tod und erholte sich erst nach Monaten. So fuhr Harbig ohne ihn zu den deutschen Meisterschaften Ende Juli 1937 nach Berlin. Nach dem Start übernahm er die Führung und lief mit einer Zeit von 1:50,9 min (deutscher Rekord) zum Sieg und zweiten deutschen Meistertitel. Mit seiner Zeit hatte er den elf Jahre bestehenden Rekord von Otto Peltzer um sieben Zehntelsekunden verbessert und dabei vier Sekunden Vorsprung auf den Zweitplatzierten.
Eine Woche später lief Harbig im Berliner Olympiastadion erneut deutschen Rekord – diesmal über 400 Meter, wo er mit einer Zeit von 47,6 s den neun Jahre zuvor aufgestellten Rekord von Joachim Büchner unterbot. Damit war Harbig Rekordhalter dieser beiden Mittelstreckenläufe. Beim Länderkampf Deutschland gegen Frankreich im August 1937 in München setzte er seine Siegesserie fort. Harbig gewann den 800-Meter-Lauf und holte mit seiner Mannschaft in der 4-mal-400-Meter-Staffel den Sieg. Bereits eine Woche später kam er im Londoner White City Stadium über 880 Yards (804,67 m) am 14. August zu einem neuerlichen Erfolg. Am 22. August 1937 bezwang Harbig seine Konkurrenten vor Dresdner Publikum nochmals auf der 800-Meter-Distanz. Am 29. August 1937 siegte er bei den deutschen Vereinsmeisterschaften sowohl über die 200 Meter als auch mit der 4-mal-100-Meter-Staffel. Beim Länderkampf zwischen Deutschland und Schweden am 19. September 1937 sah man wiederum einen siegreichen Harbig; auf der 400- und 800-Meter-Distanz sowie mit der 4-mal-100-Meter-Staffel holte er weitere Goldmedaillen. In der Gesamtwertung ging der Länderkampf dennoch an Schweden. Den Saisonabschluss 1937 bildeten die Wettkämpfe in Reichenberg, wo Harbig erneut mit Siegen auf der 200- und 800-Meter-Strecke von der Bahn ging. Ende 1937 stand er über die 800 Meter auf Position fünf der Weltrangliste.
Nach der Wintervorbereitung 1937/38 begann Harbigs Laufsaison Ende Februar 1938 mit einem 3-Kilometer-Lauf in Hohen Neuendorf bei Berlin, den er für sich entschied. Ab Mai 1938 nahm er an den Kreis- und Sachsenmeisterschaften teil. Weitere Wettkämpfe standen auf den Distanzen 200, 400, 800, 1000 und 1500 Meter sowie mit der 4-mal-400-Meter-Staffel in Dresden, Jena, Forst (Lausitz), Cottbus, Leipzig und Nürnberg an, die Harbig größtenteils gewinnen konnte.
Der erste internationale Lauf des Jahres fand am 3. Juli beim Länderkampf Frankreich gegen Deutschland in Paris statt. Der Wettkampf endete mit einem Erfolg der deutschen Mannschaft, wobei Harbig im 800-Meter-Lauf gewann. Seine Taktik bestand darin, das Tempo seiner Vorläufer zunächst nur mitzugehen. Zumeist positionierte sich Harbig anfangs an zweiter Stelle und lief erst im Endspurt an seinen Konkurrenten vorbei. Wann sein Endspurt begann, lag zumeist an den Mitläufern. Harbig konnte seinen Endspurt auf 200 oder 300 Meter ausdehnen, aber auch erst zwischen 20 und 50 Meter vor dem Ziel einleiten. Am 9. Juli 1938 folgte in Königsberg der Länderkampf zwischen Deutschland und Polen. Harbig ging an den Start zur 800-Meter-Strecke und gewann das Rennen mit einer Zeit von 1:51,6 min. Am 19. Juli 1938 folgte von ihm im Rahmen des 3. Internationalen Stadionfestes (ISTAF) im Berliner Mommsenstadion ein weiterer Sieg im 400-Meter-Lauf.
Bei den deutschen Meisterschaften im Juli 1938 im Breslauer Hermann-Göring-Stadion wurde Harbig zum dritten Mal in Folge Deutscher Meister auf der 800-Meter-Distanz. Beim Länderkampf Deutschland gegen die Vereinigten Staaten am 13. August 1938 siegte Harbig wieder über die 800-Meter-Strecke. Zuvor hatte er am 3. August den 400-Meter-Lauf in Hamburg gewonnen; am 7. August lief er über dieselbe Distanz in Dortmund (46,8 s) ebenfalls zum Sieg und erzielte neuen deutschen Rekord. Harbigs Erfolgsserie hielt weiter an. Am 16. August setzte er sich in Dresden über 800 Meter durch; am 21. August wiederholte er den Sieg in Stuttgart. Beim Länderkampf Schweden gegen Deutschland Ende August 1938 in Stockholm entschied er sowohl die 400- als auch die 800-Meter-Distanz für sich und gewann mit seiner Mannschaft die 4-mal-400-Meter-Staffel.

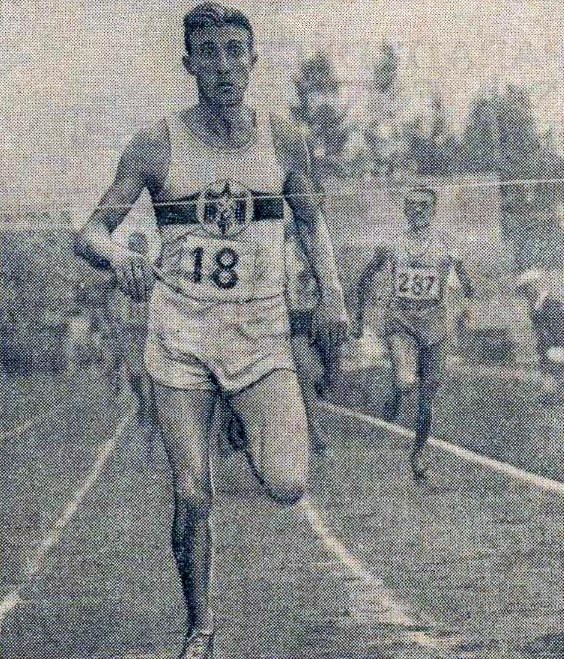
Harbig vorne vor dem Franzosen Lévèque bei seinem siegreichen Europameisterlauf

Höhepunkt der Saison waren die Europameisterschaften vom 3. bis 5. September 1938 in Paris. Nach den Vorläufen zum 800-Meter-Lauf kristallisierte sich heraus, dass Harbigs Rivale der Italiener Mario Lanzi werden würde. Nach dem Startschuss ging Lanzi vor Harbig in Führung. In der letzten Kurve setzte Harbig zum Endspurt an, siegte in einer Zeit von 1:50,66 min und war Europameister vor dem Franzosen Jacques Lévèque, der Lanzi noch knapp auf Rang drei verwies. Zugleich war seine Zeit ein neuer deutscher Rekord. Auch in der 4-mal-400-Meter-Staffel bezwang die deutsche Mannschaft mit Harbig als Schlussläufer die Gegner und wurde Europameister. Das zweite Zusammentreffen zwischen Lanzi und Harbig folgte am 11. September 1938 in Mailand. Der 800-Meter-Lauf endete mit einem Sieg Harbigs in 1:52,6 min. Weitere erste Plätze folgten Ende September und Anfang Oktober 1938 in Budapest (1:53,0 min) und in Wien (1:54,4 min). Nach Abschluss der Saison unternahm Harbig eine dreiwöchige Italienreise.
Nach den obligatorischen Waldläufen im Februar 1939 begann Harbigs Laufsaison Anfang Mai mit den Bahneröffnungswettkämpfen und Staffelläufen in Dresden. Am 21. Mai 1939 trat er im Rahmen der olympischen Prüfungswettkämpfe in Mannheim über die 800-Meter-Distanz an. Bei schlechtem Wetter setzte sich Harbig sofort an die Spitze des Feldes und gab die Führung bis zum Ziel nicht mehr ab. Seine Zeit von 1:50,5 min bedeutete einen neuen deutschen Rekord. Bei den folgenden sächsischen Kreis- und Landesmeisterschaften in Leipzig und Dresden am 3. und 4. Juni bzw. am 10. und 11. Juni 1939 kam Harbig bei allen sieben Starts als Erster ins Ziel. Nach dem Beweis seiner Leistungsfähigkeit über 800 Meter sollte er in Erfurt den Weltrekord in der 500-Meter-Strecke brechen. Der Rekordlauf am 18. Juni 1939 gelang mit einer Zeit von 61,7 s. Die auf der unüblichen Distanz gelaufene Bestzeit fand allerdings in der Allgemeinheit kaum Beachtung. Weitere Siege in Dresden sowie beim in München stattfindenden Länderkampf Deutschland gegen Frankreich folgten.
Bei den deutschen Meisterschaften lief Harbig auf der 800-Meter-Strecke am 9. Juli mit 1:49,4 min Weltrekord. Am 15. und 16. Juli 1939 traf Harbig im Rahmen des Länderkampfs Italien gegen Deutschland in Mailand wieder auf Lanzi. In der Arena Civica kam es am ersten Wettkampftag zum Duell über die 800-Meter-Distanz. Harbig siegte vor Lanzi mit einer Zeit von 1:46,6 min. Das bedeutete Weltrekord; Harbig hatte seinen eigenen Rekord um fast drei Sekunden unterboten. Die Zeit war so außergewöhnlich, dass die Nachrichtenagenturen sie sicherheitshalber in Buchstaben („Eins-sechs-und-vierzig-sechs“) verbreiteten; sie sollte auch erst 16 Jahre später im Jahr 1955 durch Roger Moens mit 1:45,7 min unterboten werden. Tags darauf traten Lanzi und Harbig im 400-Meter-Lauf erneut gegeneinander an. Lanzi ging in Führung, doch 50 Meter vor dem Ziel setzte Harbig zum Endspurt an, zog an Lanzi vorbei und gewann mit einer Zeit von 46,7 s (neuer deutscher Rekord). Abschließend holte er sich mit seiner Mannschaft noch den Sieg in der 4-mal-400-Meter-Staffel. Aus den Händen des Dresdner Oberbürgermeisters Hans Nieland nahm Harbig als Auszeichnung für seine Leistungen eine bronzene Miniaturausführung des Ballwerfers, einer von Richard Daniel Fabricius nach Vorbild des Athleten Ewald Redam geschaffenen Statue, entgegen.
Am 29. Juli 1939 traf Harbig in Berlin wieder auf Lanzi, den er auf der 800-Meter-Distanz erneut schlagen konnte. Dem folgten ein weiterer internationaler Wettkampf in Dresden und Läufe in München, Braunschweig, Karlsruhe, Duisburg, Krefeld und Köln, die für Harbig größtenteils erfolgreich verliefen. Zum wiederholten Aufeinandertreffen von Harbig und Lanzi kam es am 12. August 1939 im Rahmen des Sportfestes Eintracht im Frankfurter Waldstadion. In dem 400-Meter-Lauf ging Lanzi wieder in Führung vor dem dicht folgenden Harbig. Das Duell aus Mailand wiederholte sich. Auf den letzten 50 Metern lagen beide Läufer auf gleicher Höhe. Als Lanzi die Kräfte verließen, schob sich Harbig vorbei und siegte. Die Uhren blieben bei 46,0 s stehen; dies bedeutete abermals Weltrekord.
Beim anschließenden Länderkampf Deutschland gegen England in Köln gewann Harbig auf der 400-Meter-Distanz erneut und holte mit seiner Mannschaft in der 4-mal-400-Meter-Staffel Platz eins. Einen weiteren 800-Meter-Sieg erlief er sich am 26. August in Krefeld beim dort ausgetragenen Länderkampf Deutschland gegen Belgien. Der Wettkampf wurde allerdings wenige Tage vor Ausbruch des Zweiten Weltkrieges abgebrochen. Zugleich erhielt ein sichtlich erschütterter Harbig am 28. August 1939 im Zuge der Allgemeinen Mobilmachung den Einberufungsbescheid zum Wehrdienst. Nach den Erinnerungen von Harbigs späterer Frau brach an diesem Tag für ihn eine Welt zusammen.

### Kriegsjahre

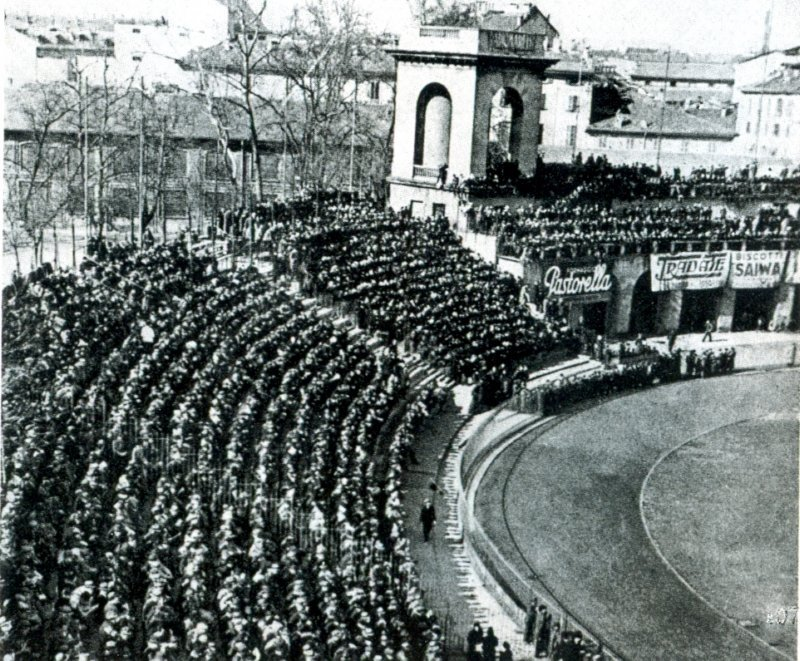
Mailänder Arena Civica, in der Harbig Weltrekord lief, im Jahr 1940

Der Ausbruch des Krieges stellte die Sportführung vor einen Konflikt. Aus ihrer Sicht war der Sport auf der einen Seite ausschlaggebend für die „körperliche und geistige Wehrkraft“ der Jugend; auch hatte der deutsche Sport im Sommer 1939, insbesondere durch Harbigs Weltrekordlauf über 800 Meter, noch einmal im Ausland an Prestige zugelegt. Auf der anderen Seite proklamierte Reichssportführer Hans von Tschammer und Osten, dass „des Führers beste(n) Sportler nun auch seine besten Soldaten sein sollten“. Tschammer und Guido von Mengden ließen von Anfang an keine Zweifel aufkommen, dass der bisherige Umfang der nationalen wie internationalen Sportveranstaltungen sich den Erfordernissen des Krieges zu unterwerfen habe. Gerade die Leichtathleten als Leistungsträger des deutschen Sports machten sich im ersten Kriegswinter 1939/40 noch Hoffnungen auf die Olympischen Spiele 1940 in Helsinki, die damals noch nicht abgesagt waren. Harbig galt als Favorit für zweifaches olympisches Gold im 400- und 800-Meter-Lauf. In der Realität waren die Leichtathleten bereits ihrer systematischen Trainingsmöglichkeiten beraubt – so auch Harbig, der als Gefreiter zum Wachdienst nach Gnesen abkommandiert wurde, worüber er sich in einem Brief an seinen Lauffreund Dieter Giesen beschwerte.
Erst im August 1940 nahm er wieder an einem Wettkampf mit internationaler Besetzung teil. Bei dem Länderkampf Deutschland gegen Italien in Stuttgart trat er in der 400- und 800-Meter-Distanz erneut gegen den Italiener Lanzi an und entschied beide Läufe für sich. Alle weiteren Wettbewerbe bestritt er zumeist ohne Vorbereitungstraining. Bei den deutschen Meisterschaften in Berlin setzte sich Harbig über 800 Meter zum wiederholten Mal durch. Nach der Absage der Olympischen Spiele 1940 in Finnland fand im September in Helsinki der Dreiländerkampf Finnland–Schweden–Deutschland statt. Der dort angetretene Harbig sicherte sich sowohl im 400- als auch 800-Meter-Lauf den Sieg und holte mit seiner Mannschaft Platz eins in der 4-mal-400-Meter-Staffel. Danach zwang ihn eine starke Angina zu einem Krankenhausaufenthalt. Noch davon geschwächt, ging er am 29. September im italienischen Como nochmals gegen Lanzi ins Rennen und wurde auf der 800-Meter-Strecke hinter ihm mit 1:54,7 min Zweiter. Der Länderkampf Rumänien gegen Deutschland in Bukarest im Oktober 1940 sah Harbig wieder auf dem höchsten Podestplatz. Er gewann den 400- und den 800-Meter-Lauf und holte mit seiner Mannschaft auf der 4-mal-400-Meter-Staffel Gold.
Harbigs Abneigung gegen den Krieg blieb Tschammer nicht verborgen. Nach Drohungen und ernsten Worten veranlasste er Harbigs Versetzung zu den Fallschirmjägern der Luftwaffe, zur Fallschirmschule III am Fliegerhorst Braunschweig-Broitzem. Die Fallschirmjäger als „Eliteeinheit“ waren bis 1944 eine reine Freiwilligentruppe. Die Angehörigen wurden einer strengen Auswahl unterzogen, die sich auf bestimmte körperliche, geistig-psychische und politisch-ideologische Qualitäten bezog. An seinem Stationierungsort trat Harbig der Eintracht Braunschweig bei.
Neben seinem militärischen Ausbildungsdienst im Winter 1940/41 bereitete sich Harbig auf die Saison in seinem neuen Verein vor. Hierzu zählen zwei Waldläufe, die er jeweils für sich entscheiden konnte. Obwohl Harbig kein Freund von Hallenrennen war, nahm er aufgrund der verminderten sportlichen Möglichkeiten am 16. Februar 1941 am Hallenlauf in Magdeburg teil. Dort lief er über 1000 Meter zum Sieg. Am 16. März gewann er in Berlin über die gleiche Distanz. Am 18. Mai siegte Harbig, wieder in Berlin, auf der 1000-Meter-Strecke. Seine Zeit von 2:24,9 min bedeutete deutschen Rekord.
Am 24. Mai 1941 folgte ein weiteres Rennen über 1000 Meter in Dresden. Dort unternahm Harbig einen nächsten Rekordversuch. Die Aschenbahn der Ilgen-Kampfbahn war durch vorangegangenen Niederschlag schwer und erschwerte den Lauf. Als etwa 800 Meter absolviert waren, setzte sich Harbig an die Spitze des Feldes und lief mit 2:21,5 min Weltrekord. Bei dem 800-Meter-Lauf am 27. Mai 1941 im dänischen Kopenhagen siegte er erneut. Ab Juni 1941 trat Harbig u. a. in Bukarest, Brüssel und Paris an. Herausragender Wettkampf dieser Monate war der italienisch-deutsche Länderkampf am 28. und 29. Juni 1941 in Bologna. Harbig war für diesen Länderkampf vom Militärdienst beurlaubt. Aber sowohl auf der 400- (47,2 s) als auch auf der 800-Meter-Strecke (1:49,1 min) musste er sich, bedingt durch seinen Kriegseinsatz, Lanzi geschlagen geben. Die beiden Läufer trennte im Ziel jeweils nur eine Zehntelsekunde.
Bei den Wettkämpfen im französischen Stade Olympique de Colombes verfehlte Harbig am 17. August trotz Gegenwind auf der 400-Meter-Distanz mit 46,7 s knapp den bestehenden Weltrekord, es war dennoch europäische Jahresbestzeit. Zuvor hatte Gerschler eine theoretische Zeit von 45,8 s errechnet. Harbig entschädigte sich selbst für den entgangenen Bestwert, indem er am 23. August 1941 in Braunschweig mit der 4-mal-800-Meter-Staffel in einer Gesamtzeit von 7:30,3 min einen Weltrekord erzielte. Danach ging Harbig in eine Trainingspause, da 1941 keine weiteren Rennen gestartet werden sollten. Als die Deutsche Dienstpost im Auftrag von Arthur Seyß-Inquart, Reichskommissar für die besetzten Niederlande am 4./5. Oktober 1941 im Olympiastadion Amsterdam doch einen Wettkampf organisierte, trat Harbig mit einem dreiwöchigen Trainingsrückstand auf der 800-Meter-Strecke an und siegte mit 1:50,2 s. Im Anschluss daran wurde er wieder im Militärdienst verwendet.
Im Zuge der Winterschlacht im Osten und des Rückzugs der Wehrmacht im Kriegswinter 1941/42 wurde auf den Sportlerbonus keine Rücksicht mehr genommen. Jeglicher Sportmöglichkeiten beraubt, musste Harbig mit seiner Einheit an die Ostfront. Erst nach einer Verwundung gestatteten ihm die Vorgesetzten im Mai 1942 die Rückkehr zu seiner Braunschweiger Einheit. Zugleich wurde Harbig nochmals für nationale und internationale Wettkämpfe freigestellt und er nahm in Braunschweig sein Training wieder auf. Im Juni 1942 gewann Harbig in Braunschweig den 100-Meter-Sprint. Bei den deutschen Meisterschaften in Berlin am 25. und 26. Juli lief er nur über die 400-Meter-Distanz und belegte dort Platz eins. Deutscher Meister auf der 800-Meter-Strecke wurde Dieter Giesen. Seinen letzten Auftritt in Berlin hatte Harbig am 13. September im Mommsen-Stadion, wo er noch einmal über die 800 Meter siegen konnte. Gratulant war der Charlottenburger Hauptsportwart und SS-Standartenführer Walter Blume.
Zu Harbigs letzten großen Sportveranstaltungen im Jahr 1942 gehörte der Länderkampf Schweden gegen Deutschland im September in Stockholm und Malmö. Dort musste er sich aufgrund seines Trainingsrückstandes sowohl im 400- als auch im 800-Meter-Lauf jeweils als Zweiter geschlagen geben. Am 8. November 1942, Harbigs 29. Geburtstag, nahm er am XIX. Hallensportfest in Magdeburg teil und siegte auf 1000 Metern. Dies war sein letzter Wettkampf. Unmittelbar nach diesem Ereignis wurde Rudolf Harbig wieder an die Front versetzt.

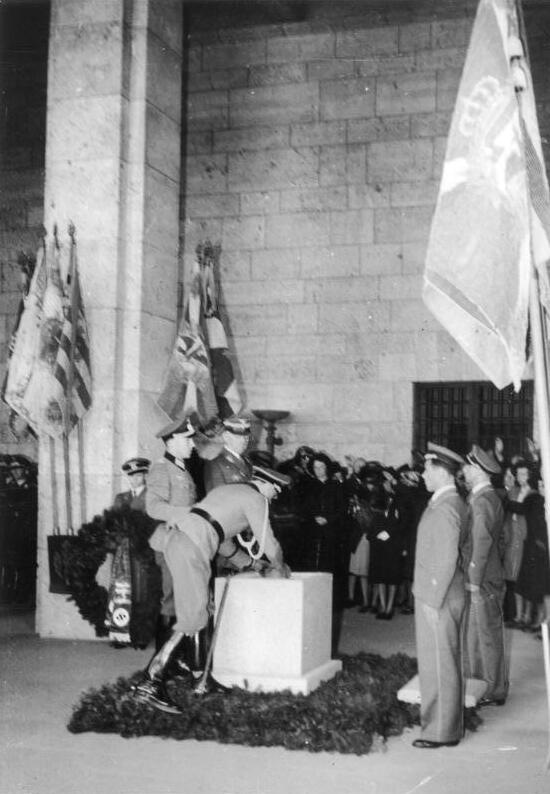
Beisetzung der Urne des Reichssportführers Hans von Tschammer und Osten im März 1943, an der Harbig Ehrenwache gestanden hatte

Im März 1943 hielt er mit anderen Athleten Ehrenwache bei der Beisetzung der Urne des am 25. März 1943 an einer Lungenentzündung verstorbenen Reichssportführers Hans von Tschammer und Osten in der Berliner Langemarckhalle. Es war einer der letzten öffentlichen Auftritte Harbigs. Die Trauerrede und den Nachruf auf den Verstorbenen hielt Joseph Goebbels, der wiederholt die herausragende Stellung der Spitzensportler als Elitesoldaten proklamierte. Dieser Ideologie folgend ist auch Rudolf Harbigs Losung „Ich ziehe für Deutschland in die Schlacht!“ zu verstehen, die dem damaligen Zeitgeist entsprach und bei den NS-Spitzensportfunktionären auf Sympathie stieß. Getreu diesem Motto wurde Harbig anschließend erneut zum Einsatz kommandiert. Er nahm mit seiner Einheit an Kämpfen an der italienischen Front und wieder an der Ostfront teil. Harbig, der als hochdekorierter Soldat galt, wurde während seiner Einsätze mehrfach verwundet, so am linken Schienbein infolge eines Infanteriequerschlägers und wenig später durch einen Pak-Splitter am linken Oberschenkel. Während der Lazarettaufenthalte und Genesungsurlaube überwiegend in Frankreich bemühte sich Harbig, sein Lauftraining beizubehalten. Von regulären Trainingsabläufen konnte jedoch keine Rede sein, seine Spitzenleistungen erreichte er nicht mehr. An den deutschen Meisterschaften am 24. und 25. Juli 1943 in Berlin nahm Harbig nicht mehr teil. Im Winter 1943/44 kam es zur letzten Begegnung Rudolf Harbigs mit seiner Familie, als er eine erneute Verwundung auskurierte. Eine der Schwestern erinnerte sich später an die Aussage ihres Bruders, dass er vielleicht nicht wieder an die Front hätte zurückkehren müssen. Andererseits wusste Harbig aus Briefen seiner Kameraden von der Front, dass er sie nicht im Stich lassen sollte. So befand er sich in einem inneren Zwiespalt. Er nahm schließlich wieder am Kriegsgeschehen teil, weil er nicht als Feigling dastehen und weil er „seine Pflicht erfüllen“ wollte.

## Tod
Die ab 3. März 1944 vorgetragenen Aufklärungsvorstöße der sowjetischen Verbände stellten den Auftakt zur Uman-Botoșaner Operation dar. Am 5. März 1944 eröffnete die 1. Ukrainische Front (Marschall Georgi Schukow) an der Südfront ihre Großoffensive gegen die deutschen Armeen der Heeresgruppe Süd unter Generalfeldmarschall Erich von Manstein. Daran waren auf sowjetischer Seite die 4. Gardearmee, 52. Armee, 27. Armee und Teile der 5. Gardearmee sowie der 6. Panzerarmee beteiligt. Am Morgen griffen starke sowjetische Verbände den von der 2. Fallschirmjäger-Division (Generalleutnant Gustav Wilke) gehaltenen Abschnitt in Olchowez in der Nähe von Kirowograd an und nahmen die am südlichen Rand gelegene strategisch wichtige Höhe 208,9 ein. Bei den Gefechten dieses Tages kam Harbig ums Leben. Er diente zuletzt mit dem Dienstgrad Oberfeldwebel im Fallschirmjäger-Regiment 6 (Major Friedrich August von der Heydte) als Zugführer.
Die genauen Angaben über die Umstände seines Todes sind bis heute strittig. Nach Aussagen einiger Augenzeugen aus seiner unmittelbaren Umgebung soll Harbig während einer Kampfpause von einem Geschoss verwundet worden und auf einem Verbandsplatz verstorben sein. Andere Soldaten berichteten, dass Harbig bei einem Rückzugsgefecht in einem Wald gefallen sei und nicht geborgen werden konnte oder durch die Explosion einer Handgranate umgekommen sei. Offiziell gilt er seit dem 5. März 1944 als vermisst. Dennoch berichtete 1954 die Bild, dass Harbig 1945 in einem armenischen Kriegsgefangenenlager verstorben sei. Die Nachricht von seinem Tod überbrachte Harbigs langjähriger Trainingsfreund Heinz Lorenz der Familie. Ein Grab wurde bis heute nicht gefunden, wie der Volksbund Deutsche Kriegsgräberfürsorge 2013 bestätigte.
Gerda Harbig hoffte noch bis 1952, dass ihr Mann doch noch aus dem Krieg zurückkehren würde. Die NS-Tageszeitung Der Freiheitskampf vom 30. März 1944 gab Harbigs Tod in einer schlichten Notiz bekannt. Der Nachruf des Fachjournalisten und Chefredakteurs des Fachblattes Der Leichtathlet, Heinz Cavalier, erschien am 13. April 1944. Postum erhielt Harbig am 1. Januar 1945 das Deutsche Kreuz in Gold. Sein Name ist im Gedenkbuch der deutschen Kriegsgräberstätte in Kiew aufgeführt.
Die NS-Sportführung hatte Harbigs Soldatentod und den anderer Ausnahmeathleten wie Luz Long einkalkuliert. Das Sterben von Spitzensportlern an der Front war dabei die Konsequenz der militärischen Deutung des Sports, die in den Führungskreisen des deutschen Sports eine lange Tradition hatte. Dieser „Gesinnungsmilitarismus“ gipfelte in der Auffassung des Reichssportführers Tschammer, dass die „…männliche Leibeserziehung ohne jene letzte Zielstellung zur Wehrtüchtigkeit (…) ihren Sinn verloren (habe)“ und der Sport auf nationaler Ebene als Teil des totalen Krieges anzusehen sei. Die Wiederaufnahme des internationalen Sportverkehrs im Herbst 1941 war eine Gratwanderung zwischen einer machtvollen Sportpräsenz nach außen und dem ideologischen Gebot der Frontbewährung. Insbesondere fehlten im deutschen Sport Zurückstellungsgesuche und Unabkömmlichkeitsbescheinigungen, wie sie in der Unterhaltungsindustrie und im Kulturbetrieb unter der Schirmherrschaft des Reichsministeriums für Volksaufklärung und Propaganda des Öfteren vorkamen. So waren Sportler-Freistellungen nach der Schlacht um Stalingrad nur noch mit sehr guten persönlichen Beziehungen möglich. Dass Spitzensportler dennoch vom Frontdienst befreit werden konnten, bewiesen Soldatenfußballmannschaften in Heer und Luftwaffe in den Heimatgarnisonen. So legte man Spitzensportlern wie Harbig widersinnige und verlustreiche Doppelbelastungen auf. Bis 1943 waren allein in der Leichtathletik 14 Deutsche Meister gefallen. Bis Kriegsende starben 15 der 60 Leichtathleten, die Deutschland bei den Olympischen Spielen in Berlin vertreten hatten.
Harbig blieb, begünstigt durch den Niedergang des Sports im Zweiten Weltkrieg, der einzige Athlet der Geschichte, der gleichzeitig die Weltrekorde über 400, 800 und 1000 Meter hielt. Der Ausfall der Olympischen Spiele 1940 – während der Zeit seiner absoluten Dominanz – nahm ihm die Chance auf olympisches Gold.

## Persönliches

### Lebensweise
Rudolf Harbig war 1,74 m groß. Sein Wettkampfgewicht lag zwischen 67 und 68 kg. Er befolgte seine Lebensgrundsätze strikt und ging spätestens um 22 Uhr zu Bett. An eine Diät hielt sich Harbig nicht. Er mochte kräftige gemischte Kost und bevorzugte Gemüse, Salate und Obst, ohne Vegetarier zu sein. Harbig ordnete seine Lebensführung gänzlich dem Sport unter. Zu Ostern, Pfingsten und Weihnachten ging Harbig in Holzhau wandern oder fuhr Ski, was er später in der Vorbereitung auf Olympia 1940 aufgeben musste. Nach diesen Spielen wollte Harbig ursprünglich seine aktive Laufbahn beenden und sich wieder dem Skisport zuwenden. Rudolf Harbig förderte den Jugendsport und betätigte sich innerhalb der DSC-Fußballmannschaft als Konditionstrainer. Die Fußballmannschaft wurde daraufhin zweifacher Pokalsieger (1940/41) und Deutscher Meister (1943/44). Seine Frau Gerda bezeichnete ihren Mann in ihren Aufzeichnungen als einen bescheidenen, lebensfreudigen Menschen und fröhlichen Gesellschafter mit Sinn für Kultur. Wo immer Rudolf Harbig auftauchte, war er von Autogrammjägern umringt. Er galt stets als „anständiger und fairer Sportler“.

### Familie

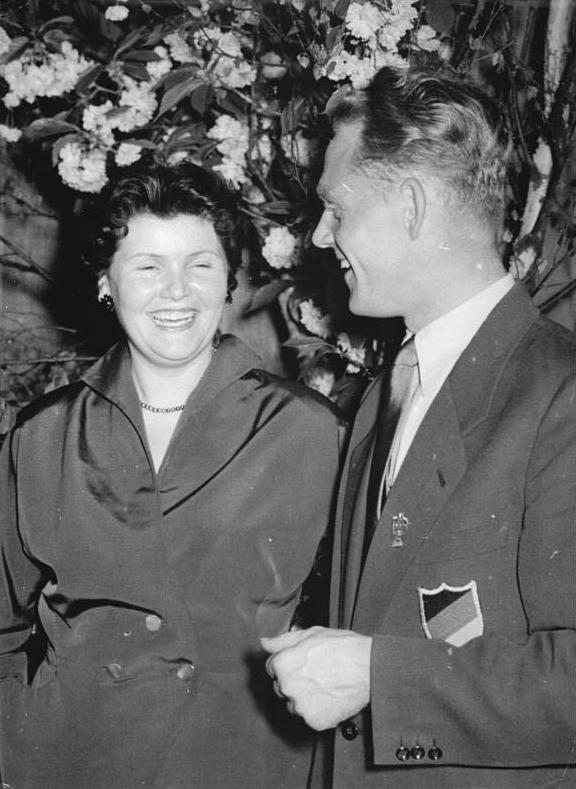
Gerda Harbig und Täve Schur bei einem Empfang im Rahmen der Internationalen Friedensfahrt 1955

Seine spätere Ehefrau Gerda (1920–1962), geborene Heidrich, lernte Harbig bei einem Fest des Dresdner Turnvereins im Dezember 1933 kennen. Im Jahr 1937 verlobten sie sich. Die Eheschließung erfolgte am 5. Mai 1941. Gerda Harbig arbeitete ab 1951 im Nationalen Olympischen Komitee der DDR beim NOK-Generalsekretariat. Dort war sie Finanzleiterin und seit 1952 Archivarin. Sie starb am 24. Februar 1962 im Alter von 42 Jahren nach kurzem schwerem Leiden.
Aus der Ehe ging als einziges Kind Ulrike Harbig hervor, die am 13. April 1943 in Dresden geboren wurde. Ein Bekannter der Familie rettete sie im Februar 1945 nach einem der Luftangriffe auf Dresden aus der Wohnung der Harbigs in der Johannstadt im brennenden Haus an der Fürstenstraße 40, der heutigen Fetscherstraße. Ulrike Harbig floh 1966 aus der DDR nach Bayern. Sie ging im Jahr 2000 als Lehrerin vorzeitig in Pension und zog später nach Gröditz. In ihrem Privatbesitz befindet sich eine große Anzahl von Fotos, Dokumenten und Zeitungsauszügen sowie einige Siegestrophäen ihres Vaters, die 1945 den Dresdner Feuersturm überstanden haben. Ulrike Harbig setzt sich dafür ein, das Andenken an Rudolf Harbig in der Öffentlichkeit zu bewahren.

### Trainingsweise
Mit Rudolf Harbig begann der Siegeszug des Intervalltrainings, das von Woldemar Gerschler und Herbert Reindell wissenschaftlich begründet wurde. Er lief hierzu im Winter vor allem 200-Meter-Wiederholungsläufe (z. B. 20 × 200 m mit 90 s Geh-/Trabpause), wobei darauf geachtet wurde, dass nach der Belastung der Puls bei ca. 180 Schläge/min und nach der Pause der Puls bei ca. 120/130 Schläge/min war. Zur Saison hin wurde die Anzahl der Wiederholungen geringer und die Geschwindigkeit höher, bis er in der Lage war, die 4–5-mal 200 Meter in 800-Meter-Renngeschwindigkeit zu laufen.
Aus Harbigs Trainingsaufzeichnungen geht hervor, dass er dabei viel bergab gelaufen war, um sein Tempo zu verbessern. Diese Methode übernahm der spätere 800-m-Olympiasieger Tom Courtney.

## Rezeption

### Verhältnis zum Nationalsozialismus
Harbig beantragte am 1. Dezember 1937 die Aufnahme in die NSDAP und wurde rückwirkend zum 1. Mai desselben Jahres aufgenommen (Mitgliedsnummer 5.878.331). Ob sein Parteibeitritt aus Überzeugung oder Opportunismus erfolgte, ist nicht herauszufinden. Er wurde Mitglied der an die SA angegliederten Dresdner Bergsteigertruppe, der er auf politischen Druck hin beitrat. In dieser paramilitärischen Organisation führte er den Dienstgrad eines SA-Sturmmanns und nahm an den NS-Kampfspielen, die während der Reichsparteitage durchgeführt wurden, 1938 und 1939 für die SA teil. Da die Jüdische Gemeinde Berlin Harbig für einen überzeugten Nationalsozialisten hielt, beschloss sie, ihre Heinz-Galinski-Schule, den ersten jüdischen Schulneubau in Deutschland nach dem Holocaust, nicht an der Harbigstraße in Charlottenburg zu errichten, sondern um die Ecke in der Waldallee. Weitere Analogien zu Harbigs Verhältnis zum NS-System sind dessen urschriftliche Dankesbekundung an Hitler („Dem Führer unseren Dank“) im Zuge des Anschlusses Österreichs und seine Ehrenwache an der Urne des 1943 verstorbenen Reichssportführers Hans von Tschammer und Osten. Seine zahlreichen Auftritte während des Krieges, etwa bei dem Sportfest am 17. August 1941, das die Presse als „Harbig-Spiele“ titulierte, bezeichnet der Sporthistoriker Markwart Herzog als „Sportpropaganda in soldatischem Geist“.
Der Sporthistoriker Volker Kluge hat Rudolf Harbigs Verhältnis zum Nationalsozialismus untersucht. Er führte aus, dass Harbig sich wie viele andere Deutsche regimefreundlich und unterstützend verhalten habe. Kluge sieht in Harbig einen Sportsmann aus einfachen Verhältnissen, der willig dem folgte, was man von ihm erwartete. Ein Widerständler war er nicht. Eine tiefergehende Affinität Harbigs zum NS-System sei nicht zu beweisen. Auch die Behauptung eines Dresdner Sportfunktionärs von 1990, Harbig sei an Kriegsverbrechen beteiligt gewesen, konnte keine namentliche Beschuldigung oder Verstrickung Harbigs aufzeigen.
Der Autor Ulrich Popplow vertritt in seiner bereits 1988 erschienenen Abhandlung Rudolf Harbig – vom unbekannten Sportsmann zum Weltrekordläufer die These, Harbig sei Antimilitarist und verkappter Widerstandskämpfer gewesen. Bereits in seinem ersten Jahr seiner soldatischen Ausbildung sei Harbig vom blinden Gehorsam bis zur Selbstverleugnung angewidert gewesen. Popplow stilisiert Harbig zum Antitypus der NS-Sportideologie und gibt an, Harbig sei gar kein NSDAP-Mitglied gewesen und habe alle Offerten diesbezüglich abgelehnt, was durch die späteren Recherchen der Sporthistoriker Volker Kluge und Erik Eggers widerlegt wurde. Einen Bezug Harbigs zum NS-System sieht Popplow lediglich in dessen Mitgliedschaft in der Dresdner Bergsteigertruppe, die ein unbedeutendes Anhängsel der SA gewesen sei.
Eggers, der u. a. die Studie Popplows für seine eigene Abhandlung analysiert, verweist auf Woldemar Gerschlers 1939 erschienene Publikation Harbigs Aufstieg zum Weltrekord, in der Gerschler sich selbst und auch Harbig als Antisemiten darstellt. Dieses Buch, das Popplow zu seiner Studie herangezogen hat, wird von Eggers als eine Publikation charakterisiert, die stellenweise rassistische und antisemitische Textpassagen enthält. Eggers betont, dass Popplow, der Harbig in seiner Jugendzeit als Idol betrachtete, die „verstörenden Stellen“ in seiner Harbig-Biografie ausgeklammert hat. Dabei wird bereits aus dem Vorwort des Buches auf die Instrumentalisierung Harbigs in der NS-Kriegspropaganda aufmerksam gemacht. Darin feiert der Leichtathletik-Funktionär Karl Ritter von Halt Harbigs „höchste Willenskraft“ und Gerschler zelebriert, dass Harbig „… wie Hunderttausende aus den Reihen der deutschen Sportjugend in selbstverständlicher Pflicht an der Front …“ stehe. Eggers führt weiter aus, dass bisher alle Autoren, die sich nach 1945 mit der Biografie Harbigs beschäftigt haben, die rassistischen Passagen des Buches von Gerschler verschweigen. Er macht ferner darauf aufmerksam, dass Harbigs spektakuläre Leistungssprünge in die gleiche Zeit wie die Erfindung des Methamphetamins Pervitin und die Zusammenarbeit mit dem Freiburger Arzt Herbert Reindell fallen, der später in der Bundesrepublik mit Dopinguntersuchungen von sich reden machte (siehe Abschnitt: Dopingverdacht). Eggers kommt zu dem Schluss, dass diese Aspekte nicht in das heroische und idealisierte Bild passen, das die Nachwelt von Harbig gezeichnet hat. Zugleich stünden diese Argumente im Widerspruch zur jahrzehntealten beschönigenden Sichtweise, die der Aufnahme Harbigs in die deutsche Hall of Fame zugrunde liege. Eggers bezeichnet als bizarr, dass Harbig – trotz der klaren Quellenlage – im deutschen Sport als Paradebeispiel des unpolitischen Athleten gilt.

### Dopingverdacht
Rudolfs Harbigs unglaubliche Leistungssteigerung zwischen den beiden Weltrekordläufen über 800 Meter im Jahr 1939 – die Verbesserung betrug fast drei Sekunden – gab Raum für Spekulationen, dass er von seinem Trainer Gerschler leistungssteigernde Substanzen erhalten hätte. Just in diesem Rekordjahr begann auch die Zusammenarbeit Gerschlers mit Herbert Reindell, der schon bald zu Harbigs ärztlichen Betreuern gehörte und bereits 1939 an ihm Pulsschlagmessungen vorgenommen hatte. Genährt werden die Spekulationen dadurch, dass Joseph Barthel – ein Schützling Reindells und Gerschlers – bei den Olympischen Spielen 1952 über 1500 Meter in einer „unvermittelten Leistungsexplosion“ überraschend Gold gewann. Im November 1953 ließ sich dann der Mittelstreckenläufer Gordon Pirie von Reindell und Gerschler auf Sieg „programmieren“. In diesem Zeitraum arbeiteten sowohl Gerschler als auch Reindell an der Universität Freiburg. Im Rahmen der sportmedizinischen Forschung Reindells promovierte 1954 der Leichtathlet Oskar Wegener (* 1929) bei Reindell über das Thema „Die Wirkung von Dopingmitteln auf den Kreislauf“. So könnte auch die Leistungssteigerung Harbigs im Jahr 1939 auf die Einnahme von Pervitin oder anderer Substanzen zurückzuführen sein.
Ob Gerschler und/oder Reindell an Harbig – in welcher Form auch immer – experimentiert hatten, lässt sich nicht mehr klären. Harbigs plötzliche „Leistungsexplosion“ bleibt bis heute ungeklärt.

### Würdigungen
Karl Ritter von Halt, Ehrenpräsident des Deutschen Leichtathletik-Verbands, stiftete 1950 den seither alljährlich an einen verdienstvollen Leichtathleten verliehenen Rudolf-Harbig-Gedächtnispreis. Die Deutsche Bundespost würdigte Harbig mit einer Briefmarke, die am 6. Juni 1968 mit einer Auflage von 6.758.000 Stück erschien.

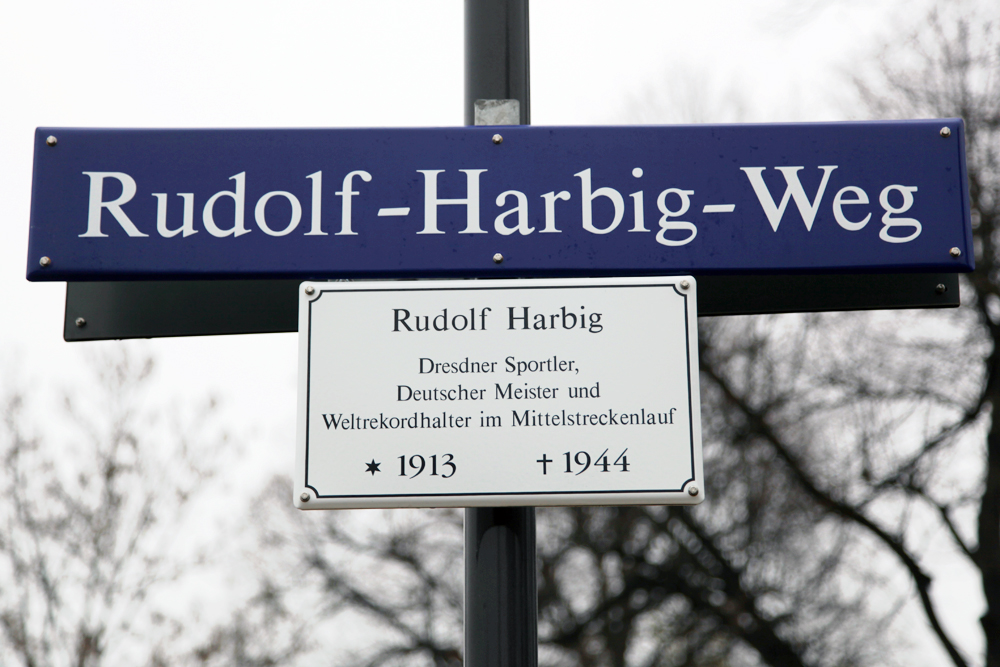
Straßenschild des Rudolf-Harbig-Wegs im Ostragehege in Dresden, enthüllt zur Neubenennung anlässlich des 100. Geburtstags von Rudolf Harbig

Das Harbig-Erbe sollte nach Willen des damaligen Präsidenten des Nationalen Olympischen Komitees der DDR, Kurt Edel, nicht nur der Bundesrepublik Deutschland vorbehalten sein. Dresden, die Heimatstadt Rudolf Harbigs, bemühte sich, ihrem Athleten ebenfalls ein bleibendes Andenken zu bewahren. Die eingereichten Vorschläge beinhalteten einen alljährlichen Gedenklauf und die Benennung einer Sportstätte nach ihm. Für Letzteres bot sich die bei den Dresdner Luftangriffen schwer beschädigte Ilgen-Kampfbahn an, in der Harbig zahlreiche Siege errungen hatte und 1941 den Weltrekord über 1000 Meter gelaufen war. Am 23. September 1951 erhielt die Sportstätte anlässlich ihrer Wiedereröffnung den Namen Rudolf-Harbig-Stadion. Zuvor war es im Zusammenhang mit der Harbig-Taufe im Landessportausschuss zu Streitigkeiten gekommen, weil einige Funktionäre die Ansicht vertraten, dass Harbig ein Kriegsverbrecher und Naziaktivist gewesen sei. Im Rudolf-Harbig-Stadion fanden von 1951 bis 1966 im Jahresrhythmus die Harbig-Sportfeste statt. Zur Premiere kamen 20.000 Zuschauer. Bei den Sportfesten gab es bis 1966 den Rudolf-Harbig-Gedenklauf über 800 Meter. Hierzu stiftete die Sektion Leichtathletik einen Wanderpreis aus Kristall. Rudolf Harbig erlangte durch diese Ehrungen Kultstatus und wird als Legende betrachtet.
Im Jahr 1966 vollzog die DDR-Führung jedoch einen Bruch mit dem Vorzeigeathleten. Hintergrund war die Flucht von Harbigs Tochter Ulrike nach Westdeutschland. In der ersten Auflage der Kleinen Enzyklopädie Körperkultur und Sport befand sich 1960 noch Harbigs Eintrag; in der 5. Auflage des Werkes von 1979 wurde dieser getilgt. Eine bereits 1954 in Dresden gepflanzte Linde zu Ehren Harbigs (Harbig-Baum) nebst einer Gedenktafel befand sich gegenüber an der heutigen Gedenkstätte für den Fußballtrainer Walter Fritzsch in Stadionnähe. Der Baum sowie die Gedenktafel verschwanden jedoch über Nacht. Die Gedenktafel ist bis heute verschollen. Ab 1972 wurde das Rudolf-Harbig-Stadion nur noch als Dynamo-Stadion bezeichnet, ohne dass es eine offizielle Umbenennung gegeben hatte. Die Sächsische Zeitung schrieb in ihrer Ausgabe vom 5. März 1970 noch „Rudolf-Harbig-Stadion“ und am Tag darauf „Dynamo-Stadion“. Wer die entsprechende Anweisung gegeben hatte, wurde nie ermittelt. Erst mit dem gesellschaftlichen Umbruch in der DDR folgte 1990 die Rückbesinnung auf Rudolf Harbig, dessen Name das Stadion die nächsten 20 Jahre trug. Nach dem Verkauf der Namensrechte im Jahre 2010 verschwand Harbig ein weiteres Mal aus dem Stadionnamen, wurde aber im Sommer 2018 nach einem erneuten Wechsel der Namensrechte auf Wunsch der Fans wieder zurückgeholt. Von 29.512 Teilnehmern einer Online-Abstimmung gaben 54 Prozent Rudolf-Harbig-Stadion als neuer Bezeichnung den Vorzug gegenüber dem anderen historischen Namen Dynamo-Stadion, so dass die Spielstätte seit dem 18. September 2018 wieder den Namen Harbigs trägt.
Weitere nach Harbig benannte Stadien befinden sich in Neustrelitz, Grünstadt, Bruchköbel, Bad Schlema, Borna und Fürstenwalde/Spree. Nach der Wiedervereinigung Deutschlands fand die Junge Welt heraus, dass der Bruch mit Harbig in der DDR auch mit dem Besuch eines sowjetischen Gastes zusammenhing, der den Staatsratsvorsitzenden Walter Ulbricht fragte, wer denn dieser Rudolf Harbig überhaupt gewesen sei. Da die DDR-Sportführung sich bemüht sah, möglichst mustergültig zu reagieren, wurde entschieden, Harbig aus der Wahrnehmung der Öffentlichkeit zu nehmen. Dies bestätigte auch 1990 der damalige Manager von Dynamo Dresden Bernd Kießling, der im Zusammenhang mit der Stadionbenennung von „dunklen Stellen“ in Harbigs Biografie sprach.
In der Tageszeitung Dresdner Neueste Nachrichten wurde Harbig im Jahre 2000 zu einem der „100 Dresdner des 20. Jahrhunderts“ gewählt.
Im Jahr 2001 waren bundesweit 41 Straßen nach Harbig benannt, 35 davon in den alten Bundesländern, darunter auch ein Weg im Münchner Olympiapark. Rudolf-Harbig-Hallen in Berlin-Westend, Buseck, Garbsen-Berenbostel, Hockenheim, Bad Schwartau sowie Viernheim erinnern ebenfalls an ihn. Auch eine Lokomotive vom Typ MaK G 1206 ist nach Harbig benannt. Eine weitere Ehrung Harbigs erfolgte am 23. Juni 1993, als die 11. Grundschule Berlin-Lichtenberg seinen Namen erhielt. In der Namensverleihung hieß es, dass er sich durch Fairness, Hilfsbereitschaft, Trainingsfleiß und Leistungsbereitschaft ausgezeichnet hätte.
Für seine Verdienste um den Sport in Niedersachsen wurde Rudolf Harbig in die Ehrengalerie des niedersächsischen Sports des Niedersächsischen Instituts für Sportgeschichte aufgenommen. Im Jahr 2008 folgte seine Aufnahme in die Hall of Fame des deutschen Sports. Das einzige gemalte Farbporträt Harbigs befindet sich heute im Stadtmuseum von Triptis. Der Schriftsteller Günter Grass verwendete in seinem autobiografischen Werk Beim Häuten der Zwiebel für Harbig die Bezeichnung „Wunderläufer“.
Anlässlich von Rudolf Harbigs 100. Geburtstag benannte die Landeshauptstadt Dresden im Jahr 2013 den Rudolf-Harbig-Weg im Ostragehege nach ihm. Zudem gab das Postunternehmen PostModern auf Initiative des Olympia- und Sportphilatelisten-Club Berlin (OSPC) eine Wunschbriefmarke mit dem Abbild Harbigs heraus.

## Darstellung Harbigs in der bildenden Kunst der DDR
- Karl Hillert: Rudolf Harbig (Porträt-Relief, 1968, Bronze)[126]

## Erfolge und Statistiken

### Startverzeichnis
Das Startverzeichnis Rudolf Harbigs umfasst alle 233 Wettkämpfe, die er während seiner sportlichen Karriere von 1934 bis 1942 bestritt. Ausgenommen hiervon sind Waldläufe und Hallenwettkämpfe.

- Disziplin: Lauf- bzw. Sprungdisziplin; die Läufe sind nach der Gesamtdistanz sortierbar.
- Datum: Datum des Wettbewerbs.
- Ort: Austragungsort des Wettbewerbs.
- Resultat: Erreichte Zeiten bei den Lauf- und Weiten bzw. Höhen bei des Sprungdisziplinen.
- Position: Erreichte Platzierung; numerisch nach Platz sortierbar.
- Anmerkungen: Erzielte Titel und sonstige Bemerkungen.

| Disziplin                | Datum         | Ort               | Resultat                | Position  | Anmerkungen                            |
| ------------------------ | ------------- | ----------------- | ----------------------- | --------- | -------------------------------------- |
| 50-Meter-Lauf            | 6. Juli 1940  | Dresden           | 6,0 s                   | Sieger    |                                        |
| 100-Meter-Lauf           | 17. Sep. 1938 | Dresden           | 10,7 s                  | Sieger    |                                        |
| 100-Meter-Lauf           | 17. Sep. 1938 | Dresden           | 10,6 s                  | Sieger    |                                        |
| 100-Meter-Lauf           | 30. Juni 1940 | Dresden           | 11,0 s                  | Sieger    |                                        |
| 100-Meter-Lauf           | 6. Juli 1940  | Dresden           | 10,9 s                  | Sieger    |                                        |
| 100-Meter-Lauf           | 16. Juni 1941 | Braunschweig      | 11,1 s                  | Sieger    |                                        |
| 100-Meter-Lauf           | 21. Juni 1941 | Bukarest          | 11,0 s                  | Dritter   |                                        |
| 100-Meter-Lauf           | 7. Sep. 1941  | Hannover          | 10,7 s                  | Sieger    |                                        |
| 100-Meter-Lauf           | 20. Juni 1942 | Braunschweig      | 11,1 s                  | Sieger    |                                        |
| 100-Meter-Lauf           | 27. Sep. 1942 | Braunschweig      | 11,2 s                  | Sieger    |                                        |
| 200-Meter-Lauf           | 13. Juni 1936 | Dresden           | 22,1 s                  | Sieger    |                                        |
| 200-Meter-Lauf           | 27. Juni 1936 | Glauchau          | 22,5 s                  | Sieger    |                                        |
| 200-Meter-Lauf           | 4. Juli 1936  | Dresden           | 22,0 s                  | Sieger    |                                        |
| 200-Meter-Lauf           | 12. Juni 1937 | Dresden           | 22,3 s                  | Sieger    |                                        |
| 200-Meter-Lauf           | 19. Juni 1937 | Leipzig           | 22,0 s                  | Sieger    |                                        |
| 200-Meter-Lauf           | 3. Juli 1937  | Leipzig           | 22,0 s                  | Sieger    |                                        |
| 200-Meter-Lauf           | 29. Aug. 1937 | Leipzig           | 21,9 s                  | Sieger    |                                        |
| 200-Meter-Lauf           | 3. Okt. 1937  | Reichenberg       | 22,2 s                  | Sieger    |                                        |
| 200-Meter-Lauf           | 15. Mai 1938  | Dresden           | 22,4 s                  | Sieger    |                                        |
| 200-Meter-Lauf           | 11. Juni 1938 | Dresden           | 21,8 s                  | Zweiter   |                                        |
| 200-Meter-Lauf           | 19. Juni 1938 | Cottbus           | 21,9 s                  | Sieger    |                                        |
| 200-Meter-Lauf           | 25. Juni 1938 | Leipzig           | 21,8 s                  | Sieger    |                                        |
| 200-Meter-Lauf           | 3. Juni 1939  | Dresden           | 21,8 s                  | Sieger    |                                        |
| 200-Meter-Lauf           | 11. Juni 1939 | Leipzig           | 21,5 s                  | Sieger    |                                        |
| 200-Meter-Lauf           | 23. Juni 1940 | Dresden           | 22,1 s                  | Sieger    |                                        |
| 200-Meter-Lauf           | 7. Juli 1940  | Dresden           | 22,3 s                  | Sieger    |                                        |
| 200-Meter-Lauf           | 8. Juli 1940  | Dresden           | 22,0 s                  | Sieger    |                                        |
| 200-Meter-Lauf           | 28. Juli 1940 | Dresden           | 22,1 s                  | Sieger    |                                        |
| 200-Meter-Lauf           | 2. Juni 1941  | Braunschweig      | 22,0 s                  | Sieger    |                                        |
| 200-Meter-Lauf           | 15. Juni 1941 | Braunschweig      | 21,7 s                  | Sieger    |                                        |
| 200-Meter-Lauf           | 10. Aug. 1941 | Dresden           | 21,8 s                  | Sieger    |                                        |
| 200-Meter-Lauf           | 21. Juni 1942 | Braunschweig      | 22,5 s                  | Sieger    |                                        |
| 200-Meter-Lauf           | Okt. 1942     | Braunschweig      | 21,7 s                  | Sieger    |                                        |
| 300-Meter-Lauf           | 18. Juni 1941 | Berlin            | 34,6 s                  | Zweiter   |                                        |
| 400-Meter-Lauf           | 28. Juli 1935 | Dresden           | 50,3 s                  | Sieger    |                                        |
| 400-Meter-Lauf           | 8. Sep. 1935  | Berlin            | 50,0 s                  | Zweiter   |                                        |
| 400-Meter-Lauf           | 14. Juni 1936 | Dresden           | 48,8 s                  | Sieger    |                                        |
| 400-Meter-Lauf           | 28. Juni 1936 | Glauchau          | 50,4 s                  | Sieger    |                                        |
| 400-Meter-Lauf           | 4. Aug. 1936  | Berlin            | 48,8 s                  | Sieger    |                                        |
| 400-Meter-Lauf           | 4. Okt. 1936  | Reichenberg       | 51,9 s                  | Zweiter   |                                        |
| 400-Meter-Lauf           | 1. Aug. 1937  | Berlin            | 47,6 s                  | Sieger    | deutscher Rekord                       |
| 400-Meter-Lauf           | 29. Aug. 1937 | Leipzig           | 49,0 s                  | Sieger    |                                        |
| 400-Meter-Lauf           | 19. Sep. 1937 | Berlin            | 47,8 s                  | Sieger    |                                        |
| 400-Meter-Lauf           | 12. Juni 1938 | Dresden           | 49,0 s                  | Sieger    |                                        |
| 400-Meter-Lauf           | 26. Juni 1938 | Leipzig           | 49,1 s                  | Sieger    |                                        |
| 400-Meter-Lauf           | 19. Juli 1938 | Berlin            | 48,0 s                  | Sieger    |                                        |
| 400-Meter-Lauf           | 3. Aug. 1938  | Hamburg           | 48,0 s                  | Sieger    |                                        |
| 400-Meter-Lauf           | 7. Aug. 1938  | Dortmund          | 46,8 s                  | Sieger    | deutscher Rekord                       |
| 400-Meter-Lauf           | 14. Aug. 1938 | Berlin            | 47,3 s                  | Zweiter   |                                        |
| 400-Meter-Lauf           | 28. Aug. 1938 | Stockholm         | 47,4 s                  | Sieger    |                                        |
| 400-Meter-Lauf           | 4. Juni 1939  | Dresden           | 48,3 s                  | Sieger    |                                        |
| 400-Meter-Lauf           | 5. Juni 1939  | Dresden           | 48,3 s                  | Sieger    |                                        |
| 400-Meter-Lauf           | 10. Juni 1939 | Leipzig           | 47,6 s                  | Sieger    |                                        |
| 400-Meter-Lauf           | 25. Juni 1939 | Dresden           | 47,6 s                  | Sieger    |                                        |
| 400-Meter-Lauf           | 16. Juli 1939 | Mailand           | 46,7 s                  | Sieger    | deutscher Rekord                       |
| 400-Meter-Lauf           | 22. Juli 1939 | Berlin            | 48,8 s                  | Sieger    |                                        |
| 400-Meter-Lauf           | 23. Juli 1939 | Berlin            | 49,2 s                  | Sieger    |                                        |
| 400-Meter-Lauf           | 3. Aug. 1939  | Dresden           | 47,0 s                  | Sieger    |                                        |
| 400-Meter-Lauf           | 12. Aug. 1939 | Frankfurt am Main | 46,0 s                  | Sieger    | Weltrekord                             |
| 400-Meter-Lauf           | 14. Aug. 1939 | Karlsruhe         | 48,3 s                  | Sieger    |                                        |
| 400-Meter-Lauf           | 16. Aug. 1939 | Duisburg          | 47,2 s                  | Sieger    |                                        |
| 400-Meter-Lauf           | 20. Aug. 1939 | Köln              | 46,9 s                  | Sieger    |                                        |
| 400-Meter-Lauf           | 30. Juni 1940 | Dresden           | 48,3 s                  | Sieger    |                                        |
| 400-Meter-Lauf           | 7. Juli 1940  | Dresden           | 48,3 s                  | Sieger    |                                        |
| 400-Meter-Lauf           | 28. Juli 1940 | Dresden           | 49,9 s                  | Sieger    |                                        |
| 400-Meter-Lauf           | 28. Juli 1940 | Dresden           | 48,9 s                  | Sieger    |                                        |
| 400-Meter-Lauf           | 3. Aug. 1940  | Stuttgart         | 47,0 s                  | Sieger    |                                        |
| 400-Meter-Lauf           | 7. Sep. 1940  | Helsinki          | 47,9 s                  | Sieger    |                                        |
| 400-Meter-Lauf           | 5. Okt. 1940  | Budapest          | 48,0 s                  | Sieger    |                                        |
| 400-Meter-Lauf           | 2. Juni 1941  | Braunschweig      | 47,8 s                  | Sieger    |                                        |
| 400-Meter-Lauf           | 16. Juni 1941 | Braunschweig      | 48,8 s                  | Sieger    |                                        |
| 400-Meter-Lauf           | 21. Juni 1941 | Bukarest          | 49,4 s                  | Sieger    |                                        |
| 400-Meter-Lauf           | 28. Juni 1941 | Bologna           | 47,2 s                  | Zweiter   |                                        |
| 400-Meter-Lauf           | 3. Aug. 1941  | Brüssel           | 48,2 s                  | Sieger    |                                        |
| 400-Meter-Lauf           | 10. Aug. 1941 | Dresden           | 47,6 s                  | Sieger    |                                        |
| 400-Meter-Lauf           | 17. Aug. 1941 | Paris             | 46,7 s                  | Sieger    |                                        |
| 400-Meter-Lauf           | 25. Juli 1942 | Berlin            | 50,0 s                  | Sieger    |                                        |
| 400-Meter-Lauf           | 26. Juli 1942 | Berlin            | 49,5 s                  | Sieger    |                                        |
| 400-Meter-Lauf           | 26. Juli 1942 | Berlin            | 48,1 s                  | Sieger    | deutscher Meister                      |
| 400-Meter-Lauf           | 4. Sep. 1942  | Stockholm         | 48,3 s                  | Zweiter   |                                        |
| 400-Meter-Lauf           | 5. Sep. 1942  | Malmö             | 47,9 s                  | Sieger    |                                        |
| 400-Meter-Lauf           | 29. Sep. 1942 | Berlin            | 48,5 s                  | Sieger    |                                        |
| 400-Meter-Lauf           | Okt. 1942     | Braunschweig      | 48,9 s                  | Sieger    |                                        |
| 500-Meter-Lauf           | 1. Juni 1935  | Dresden           | 1:05,2 min              | Sieger    |                                        |
| 500-Meter-Lauf           | 18. Juni 1935 | Erfurt            | 1:01,7 min              | Sieger    | Weltrekord                             |
| 800-Meter-Lauf           | 24. Juni 1934 | Dresden           | 2:04,0 min              | Sieger    |                                        |
| 800-Meter-Lauf           | 15. Juli 1934 | Luckenwalde       | 2:04,5 min              | Dritter   |                                        |
| 800-Meter-Lauf           | Juli 1934     | Dresden           | 1:59,4 min              | Sieger    |                                        |
| 800-Meter-Lauf           | 27. Juli 1934 | Nürnberg          | 2:05,6 min              | Sechster  |                                        |
| 800-Meter-Lauf           | Sep. 1934     | Wünsdorf          | 1:58,2 min              | Sieger    |                                        |
| 800-Meter-Lauf           | 19. Mai 1935  | Dresden           | 1:56,2 min              | Sieger    |                                        |
| 800-Meter-Lauf           | 9. Juni 1935  | Breslau           | 1:56,7 min              | Sieger    |                                        |
| 800-Meter-Lauf           | 16. Juni 1935 | Kassel            | 1:54,1 min              | Sieger    |                                        |
| 800-Meter-Lauf           | 21. Juli 1935 | Kassel            | –                       | Siebenter |                                        |
| 800-Meter-Lauf           | 3. Aug. 1935  | Berlin            | 1:56,8 min              | Dritter   |                                        |
| 800-Meter-Lauf           | 4. Aug. 1935  | Berlin            | –                       | Siebenter |                                        |
| 800-Meter-Lauf           | 7. Sep. 1935  | Berlin            | 1:57,6 min              | Sieger    |                                        |
| 800-Meter-Lauf           | 21. Sep. 1935 | Dresden           | 1:57,0 min              | Sieger    |                                        |
| 800-Meter-Lauf           | 10. Mai 1936  | Dresden           | 1:59,2 min              | Sieger    |                                        |
| 800-Meter-Lauf           | 7. Juni 1936  | Jena              | 1:53,5 min              | Sieger    |                                        |
| 800-Meter-Lauf           | 21. Juni 1936 | Karlsruhe         | 1:52,5 min              | Sieger    |                                        |
| 800-Meter-Lauf           | 4. Juli 1936  | Dresden           | 1:58,5 min              | Sieger    |                                        |
| 800-Meter-Lauf           | 11. Juli 1936 | Berlin            | 1:56,2 min              | Zweiter   |                                        |
| 800-Meter-Lauf           | 12. Juli 1936 | Berlin            | 1:54,1 min              | Sieger    | deutscher Meister                      |
| 800-Meter-Lauf           | 2. Aug. 1936  | Berlin            | 1:56,8 min              | Sechster  |                                        |
| 800-Meter-Lauf           | 10. Aug. 1936 | Berlin            | 1:54,4 min              | Dritter   |                                        |
| 800-Meter-Lauf           | 20. Aug. 1936 | Stockholm         | 1:55,2 min              | Sechster  |                                        |
| 800-Meter-Lauf           | 23. Aug. 1936 | Karlstad          | 1:52,2 min              | Sieger    |                                        |
| 800-Meter-Lauf           | 5. Sep. 1936  | Dresden           | 1:56,3 min              | Sieger    |                                        |
| 800-Meter-Lauf           | 4. Okt. 1936  | Reichenberg       | 2:00,2 min              | Sieger    |                                        |
| 800-Meter-Lauf           | 16. Mai 1937  | Paris             | 1:54,6 min              | Sieger    |                                        |
| 800-Meter-Lauf           | 30. Mai 1937  | Dresden           | 1:54,4 min              | Sieger    |                                        |
| 800-Meter-Lauf           | 13. Juni 1937 | Dresden           | 1:56,8 min              | Sieger    |                                        |
| 800-Meter-Lauf           | 20. Juni 1937 | Leipzig           | 1:54,6 min              | Sieger    |                                        |
| 800-Meter-Lauf           | 27. Juni 1937 | Königsberg (Pr)   | 1:56,6 min              | Sieger    |                                        |
| 800-Meter-Lauf           | 4. Juli 1937  | Leipzig           | 1:54,6 min              | Sieger    |                                        |
| 800-Meter-Lauf           | 18. Juli 1937 | Leipzig           | –                       | Sieger    |                                        |
| 800-Meter-Lauf           | 21. Juli 1937 | Leipzig           | –                       | Sieger    |                                        |
| 800-Meter-Lauf           | 24. Juli 1937 | Berlin            | 1:58,1 min              | Sieger    |                                        |
| 800-Meter-Lauf           | 25. Juli 1937 | Berlin            | 1:50,9 min              | Sieger    | deutscher Rekord                       |
| 800-Meter-Lauf           | 8. Aug. 1937  | München           | 1:51,4 min              | Sieger    |                                        |
| 800-Meter-Lauf           | 22. Aug. 1937 | Dresden           | 1:55,0 min              | Sieger    |                                        |
| 800-Meter-Lauf           | 18. Sep. 1937 | Berlin            | 1:51,8 min              | Sieger    |                                        |
| 800-Meter-Lauf           | 2. Okt. 1937  | Reichenberg       | 1:55,5 min              | Sieger    |                                        |
| 800-Meter-Lauf           | 28. Mai 1938  | Forst (Lausitz)   | 1:54,6 min              | Sieger    |                                        |
| 800-Meter-Lauf           | 18. Juni 1938 | Cottbus           | 1:52,3 min              | Sieger    |                                        |
| 800-Meter-Lauf           | 3. Juli 1938  | Paris             | 1:54,4 min              | Sieger    |                                        |
| 800-Meter-Lauf           | 9. Juli 1938  | Königsberg (Pr)   | 1:51,6 min              | Sieger    |                                        |
| 800-Meter-Lauf           | 28. Juli 1938 | Breslau           | 1:54,6 min              | Sieger    |                                        |
| 800-Meter-Lauf           | 29. Juli 1938 | Breslau           | 1:52,8 min              | Sieger    | deutscher Meister                      |
| 800-Meter-Lauf           | 13. Aug. 1938 | Berlin            | 1:52,4 min              | Sieger    |                                        |
| 800-Meter-Lauf           | 16. Aug. 1938 | Dresden           | 1:52,4 min              | Sieger    |                                        |
| 800-Meter-Lauf           | 21. Aug. 1938 | Stuttgart         | 1:53,0 min              | Sieger    |                                        |
| 800-Meter-Lauf           | 27. Aug. 1938 | Stockholm         | 1:52,5 min              | Sieger    |                                        |
| 800-Meter-Lauf           | 3. Sep. 1938  | Paris             | 1:54,3 min              | Sieger    |                                        |
| 800-Meter-Lauf           | 4. Sep. 1938  | Paris             | 1:50,6 min              | Sieger    | Europameister, deutscher Rekord        |
| 800-Meter-Lauf           | 9. Sep. 1938  | Nürnberg          | 1:54,2 min              | Sieger    |                                        |
| 800-Meter-Lauf           | 11. Sep. 1938 | Mailand           | 1:52,6 min              | Sieger    |                                        |
| 800-Meter-Lauf           | 25. Sep. 1938 | Budapest          | 1:53,0 min              | Sieger    |                                        |
| 800-Meter-Lauf           | 2. Okt. 1938  | Wien              | 1:54,4 min              | Sieger    |                                        |
| 800-Meter-Lauf           | 21. Mai 1939  | Mannheim          | 1:50,5 min              | Sieger    | deutscher Rekord                       |
| 800-Meter-Lauf           | 2. Juli 1939  | München           | 1:50,5 min              | Sieger    |                                        |
| 800-Meter-Lauf           | 8. Juli 1939  | Berlin            | 1:55,2 min              | Sieger    |                                        |
| 800-Meter-Lauf           | 9. Juli 1939  | Berlin            | 1:49,4 min              | Sieger    | Deutscher Meister, Weltrekord          |
| 800-Meter-Lauf           | 15. Juli 1939 | Mailand           | 1:46,6 min              | Sieger    | Weltrekord                             |
| 800-Meter-Lauf           | 29. Juli 1939 | Berlin            | 1:48,7 min              | Sieger    |                                        |
| 800-Meter-Lauf           | 1. Aug. 1939  | München           | 1:52,6 min              | Sieger    |                                        |
| 800-Meter-Lauf           | 26. Aug. 1939 | Krefeld           | 1:55,4 min              | Sieger    |                                        |
| 800-Meter-Lauf           | 4. Juli 1940  | Dresden           | 1:51,1 min              | Sieger    |                                        |
| 800-Meter-Lauf           | 14. Juli 1940 | Leipzig           | 1:54,1 min              | Sieger    |                                        |
| 800-Meter-Lauf           | 4. Aug. 1940  | Stuttgart         | 1:47,8 min              | Sieger    |                                        |
| 800-Meter-Lauf           | 10. Aug. 1940 | Berlin            | 1:57,7 min              | Sieger    |                                        |
| 800-Meter-Lauf           | 11. Aug. 1940 | Berlin            | 1:51,6 min              | Sieger    | Deutscher Meister                      |
| 800-Meter-Lauf           | 8. Sep. 1940  | Helsinki          | 1:52,1 min              | Sieger    |                                        |
| 800-Meter-Lauf           | 29. Sep. 1940 | Como              | 1:54,7 min              | Zweiter   |                                        |
| 800-Meter-Lauf           | 6. Okt. 1940  | Budapest          | 1:51,7 min              | Sieger    |                                        |
| 800-Meter-Lauf           | 27. Mai 1941  | Kopenhagen        | 1:51,9 min              | Sieger    |                                        |
| 800-Meter-Lauf           | 29. Juni 1941 | Bologna           | 1:49,2 min              | Zweiter   |                                        |
| 800-Meter-Lauf           | 19. Juli 1941 | Berlin            | 1:59,7 min              | Sieger    |                                        |
| 800-Meter-Lauf           | 20. Juli 1941 | Berlin            | 1:54,0 min              | Sieger    | Deutscher Meister                      |
| 800-Meter-Lauf           | 3. Aug. 1941  | Brüssel           | 1:53,5 min              | Sieger    |                                        |
| 800-Meter-Lauf           | 24. Aug. 1941 | Braunschweig      | 1:50,8 min              | Sieger    |                                        |
| 800-Meter-Lauf           | 5. Okt. 1941  | Amsterdam         | 1:50,2 min              | Sieger    |                                        |
| 800-Meter-Lauf           | 9. Aug. 1942  | Frankfurt am Main | 1:52,4 min              | Sieger    |                                        |
| 800-Meter-Lauf           | 6. Sep. 1942  | Malmö             | 1:53,6 min              | Zweiter   |                                        |
| 800-Meter-Lauf           | 13. Sep. 1942 | Berlin            | 1:54,8 min              | Sieger    |                                        |
| 800-Meter-Lauf           | 27. Sep. 1942 | Braunschweig      | 1:51,9 min              | Sieger    |                                        |
| 800-Meter-Lauf           | Okt. 1942     | Braunschweig      | 1:54,2 min              | Sieger    |                                        |
| 880-Yards-Lauf           | 14. Aug. 1937 | London            | 1:54,8 min              | Sieger    |                                        |
| 1000-Meter-Lauf          | 18. Juli 1934 | Wünsdorf          | 2:35,0 min              | Zweiter   |                                        |
| 1000-Meter-Lauf          | 15. Juni 1935 | Kassel            | 2:36,2 min              | Siebenter |                                        |
| 1000-Meter-Lauf          | 13. Okt. 1935 | Reichenberg       | 2:38,8 min              | Sieger    |                                        |
| 1000-Meter-Lauf          | 19. Aug. 1936 | Stockholm         | 2:31,0 min              | Vierter   |                                        |
| 1000-Meter-Lauf          | 22. Mai 1938  | Jena              | 2:32,4 min              | Sieger    |                                        |
| 1000-Meter-Lauf          | 19. Mai 1940  | Frankfurt (Oder)  | 2:28,4 min              | Sieger    |                                        |
| 1000-Meter-Lauf          | 16. Feb. 1941 | Magdeburg         | 2:44,0 min              | Sieger    |                                        |
| 1000-Meter-Lauf          | 16. März 1941 | Berlin            | 2:28,4 min              | Sieger    |                                        |
| 1000-Meter-Lauf          | 18. Mai 1941  | Berlin            | 2:24,9 min              | Sieger    | deutscher Rekord                       |
| 1000-Meter-Lauf          | 24. Mai 1941  | Dresden           | 2:21,5 min              | Sieger    | Weltrekord                             |
| 1200-Meter-Lauf          | 2. Juni 1935  | Dresden           | 3:10,6 min              | Sieger    |                                        |
| 1500-Meter-Lauf          | 22. Sep. 1935 | Dresden           | 4:10,5 min              | Sieger    |                                        |
| 1500-Meter-Lauf          | 6. Sep. 1936  | Dresden           | 4:05,5 min              | Sieger    |                                        |
| 1500-Meter-Lauf          | 6. Juni 1937  | Dresden           | 4:02,6 min              | Sieger    |                                        |
| 1500-Meter-Lauf          | 18. Juli 1937 | Dresden           | –                       | Sieger    |                                        |
| 1500-Meter-Lauf          | 15. Mai 1938  | Dresden           | 4:01,0 min              | Sieger    |                                        |
| 4-mal-100-Meter-Staffel  | 13. Okt. 1935 | Reichenberg       | 44,8 s                  | Sieger    |                                        |
| 4-mal-100-Meter-Staffel  | 27. Juni 1937 | Königsberg (Pr)   | –                       | Sieger    |                                        |
| 4-mal-100-Meter-Staffel  | 4. Juli 1937  | Leipzig           | –                       | Sieger    |                                        |
| 4-mal-100-Meter-Staffel  | 29. Aug. 1937 | Leipzig           | –                       | Sieger    |                                        |
| 4-mal-100-Meter-Staffel  | 9. Sep. 1938  | Nürnberg          | 42,0 s                  | Sieger    |                                        |
| 4-mal-100-Meter-Staffel  | 11. Juni 1939 | Leipzig           | 43,0 s                  | Sieger    |                                        |
| 4-mal-100-Meter-Staffel  | 25. Juni 1939 | Dresden           | 42,4 s                  | Sieger    |                                        |
| 4-mal-100-Meter-Staffel  | 3. Aug. 1939  | Dresden           | 42,0 s                  | Sieger    |                                        |
| 4-mal-100-Meter-Staffel  | 6. Aug. 1939  | Braunschweig      | 41,7 s                  | Zweiter   |                                        |
| 4-mal-100-Meter-Staffel  | 16. Aug. 1939 | Duisburg          | 41,4 s                  | Sieger    |                                        |
| 4-mal-100-Meter-Staffel  | 28. Juni 1941 | Bologna           | 41,0 s                  | Sieger    |                                        |
| Schwedenstaffel          | 14. Mai 1939  | Dresden           | –                       | Sieger    | Harbig lief die 100-Meter-Teilstrecke. |
| Schwedenstaffel          | 10. Aug. 1941 | Dresden           | 47,8 s                  | Sieger    | Harbig lief die 400-Meter-Teilstrecke. |
| Olympische Staffel       | 14. Aug. 1937 | London            | –                       | Zweiter   | 4-mal-400-Meter-Staffel                |
| Olympische Staffel       | 20. Aug. 1939 | Köln              | 3:22,0 min              | Sieger    | 4-mal-400-Meter-Staffel                |
| 4-mal-400-Meter-Staffel  | 28. Juli 1935 | Dresden           | 3:28,4 min              | Sieger    |                                        |
| 4-mal-400-Meter-Staffel  | 8. Aug. 1936  | Berlin            | 3:15,0 min              | Sieger    |                                        |
| 4-mal-400-Meter-Staffel  | 9. Aug. 1936  | Berlin            | 3:11,8 min              | Dritter   | deutscher Rekord                       |
| 4-mal-400-Meter-Staffel  | 13. Juni 1937 | Dresden           | 3:28,6 min              | Sieger    |                                        |
| 4-mal-400-Meter-Staffel  | 3. Juli 1937  | Leipzig           | 3:24,2 min              | Sieger    |                                        |
| 4-mal-400-Meter-Staffel  | 11. Juli 1937 | Frankfurt am Main | –                       | Sieger    |                                        |
| 4-mal-400-Meter-Staffel  | 8. Aug. 1937  | München           | 3:14,2 min              | Sieger    |                                        |
| 4-mal-400-Meter-Staffel  | 19. Sep. 1937 | Berlin            | 3:13,2 min              | Sieger    |                                        |
| 4-mal-400-Meter-Staffel  | 25. Juni 1938 | Leipzig           | 3:25,4 min              | Sieger    |                                        |
| 4-mal-400-Meter-Staffel  | 28. Aug. 1938 | Stockholm         | 3:13,6 min              | Sieger    |                                        |
| 4-mal-400-Meter-Staffel  | 5. Sep. 1938  | Paris             | 3:13,6 min              | Sieger    | Europameister                          |
| 4-mal-400-Meter-Staffel  | 9. Sep. 1938  | Nürnberg          | 3:18,5 min              | Sieger    |                                        |
| 4-mal-400-Meter-Staffel  | 3. Juni 1939  | Dresden           | 3:27,0 min              | Sieger    |                                        |
| 4-mal-400-Meter-Staffel  | 2. Juli 1939  | München           | 3:15,0 min              | Sieger    |                                        |
| 4-mal-400-Meter-Staffel  | 16. Juli 1939 | Mailand           | 3:10,4 min              | Sieger    | deutscher Rekord                       |
| 4-mal-400-Meter-Staffel  | 23. Juli 1939 | Berlin            | 3:21,9 min              | Sieger    |                                        |
| 4-mal-400-Meter-Staffel  | 20. Aug. 1939 | Köln              | –                       | Sieger    |                                        |
| 4-mal-400-Meter-Staffel  | 4. Aug. 1940  | Stuttgart         | 3:12,0 min              | Sieger    |                                        |
| 4-mal-400-Meter-Staffel  | 8. Sep. 1940  | Helsinki          | 3:12,3 min              | Sieger    |                                        |
| 4-mal-400-Meter-Staffel  | 6. Okt. 1940  | Budapest          | 3:14,2 min              | Sieger    |                                        |
| 4-mal-400-Meter-Staffel  | 29. Juni 1941 | Bologna           | 3:14,2 min              | Zweiter   |                                        |
| 4-mal-400-Meter-Staffel  | 21. Juni 1942 | Braunschweig      | 3:25,6 min              | Sieger    |                                        |
| 3-mal-1000-Meter-Staffel | 14. Mai 1939  | Dresden           | 8:10,4 min              | Sieger    |                                        |
| 3-mal-1000-Meter-Staffel | 27. Sep. 1942 | Braunschweig      | 7:58,6 min              | Sieger    |                                        |
| 4-mal-800-Meter-Staffel  | 5. Mai 1937   | Dresden           | 8:36,7 min              | Zweiter   |                                        |
| 4-mal-800-Meter-Staffel  | 17. Aug. 1941 | Paris             | 7:37,8 min (1:53,9 min) | Sieger    |                                        |
| 4-mal-800-Meter-Staffel  | 23. Aug. 1941 | Braunschweig      | 7:30,4 min              | Sieger    | Weltrekord                             |
| 10-mal-400-Meter-Staffel | 14. Mai 1939  | Dresden           | 9:05,0 min              | Sieger    |                                        |
| Hochsprung               | 13. Okt. 1935 | Reichenberg       | 1,63 m                  | Zweiter   |                                        |
| Hochsprung               | 28. Feb. 1937 | Dresden           | 1,60 m                  | Dritter   |                                        |
| Hochsprung               | 5. Sep. 1937  | Dresden           | 1,70 m                  | Sieger    |                                        |
| Weitsprung               | 29. Aug. 1937 | Leipzig           | 6,87 m                  | Sieger    |                                        |
| Weitsprung               | 2. Juni 1941  | Braunschweig      | 6,23 m                  | Zweiter   |                                        |

### Meistertitel
Rudolf Harbig war zweifacher Europa- und siebenfacher Deutscher Meister. Weltmeisterschaften wurden seinerzeit noch nicht ausgetragen. Zu Harbigs größten Erfolgen gehört die Bronzemedaille bei den Olympischen Spielen in Berlin, die er am 9. August 1936 mit der deutschen 4-mal-400-Meter-Staffel errang (3:11,8 min, deutscher Rekord).
| Wettkampf                | Distanz           | Ort     | Tag           | Zeit       | Bemerkung        |
| ------------------------ | ----------------- | ------- | ------------- | ---------- | ---------------- |
| Europameisterschaften    | 800 m             | Paris   | 4. Sep. 1938  | 1:50,6 min | deutscher Rekord |
| Europameisterschaften    | 4 × 400-m-Staffel | Paris   | 5. Sep. 1938  | 3:13,6 min |                  |
| Deutsche Meisterschaften | 400 m             | Berlin  | 26. Juli 1942 | 0:48,1 min |                  |
| Deutsche Meisterschaften | 800 m             | Berlin  | 12. Juli 1936 | 1:54,1 min |                  |
| Deutsche Meisterschaften | 800 m             | Berlin  | 25. Juli 1937 | 1:50,9 min | deutscher Rekord |
| Deutsche Meisterschaften | 800 m             | Breslau | 29. Juli 1938 | 1:52,8 min |                  |
| Deutsche Meisterschaften | 800 m             | Berlin  | 9. Juli 1939  | 1:49,4 min | Weltrekord       |
| Deutsche Meisterschaften | 800 m             | Berlin  | 11. Aug. 1940 | 1:51,6 min |                  |
| Deutsche Meisterschaften | 800 m             | Berlin  | 20. Juli 1941 | 1:54,0 min |                  |

### Weltrekorde
Rudolf Harbig lief sechs Weltrekorde. Sein zweiter Weltrekord über 800 Meter hielt 16 Jahre lang und wurde erst 1955 von Roger Moens verbessert.
| Distanz           | Ort               | Tag             | Zeit       |
| ----------------- | ----------------- | --------------- | ---------- |
| 400 m             | Frankfurt am Main | 12. August 1939 | 0:46,0 min |
| 500 m             | Erfurt            | 18. Juni 1939   | 1:01,7 min |
| 800 m             | Berlin            | 9. Juli 1939    | 1:49,4 min |
| 800 m             | Mailand           | 15. Juli 1939   | 1:46,6 min |
| 1000 m            | Dresden           | 24. Mai 1941    | 2:21,5 min |
| 4 × 800-m-Staffel | Braunschweig      | 23. August 1941 | 7:30,4 min |

### Deutsche Rekorde
Von 1936 bis 1941 lief Harbig 18-mal deutschen Rekord.
| Distanz           | Ort               | Tag               | Zeit       |
| ----------------- | ----------------- | ----------------- | ---------- |
| 400 m             | Berlin            | 1. August 1937    | 0:47,6 min |
| 400 m             | Dortmund          | 7. August 1938    | 0:46,8 min |
| 400 m             | Mailand           | 16. Juli 1939     | 0:46,7 min |
| 400 m             | Frankfurt am Main | 12. August 1939   | 0:46,0 min |
| 500 m             | Erfurt            | 18. Juni 1939     | 1:01,7 min |
| 800 m             | Berlin            | 25. Juli 1937     | 1:50,9 min |
| 800 m             | Paris             | 4. September 1938 | 1:50,6 min |
| 800 m             | Mannheim          | 21. Mai 1939      | 1:50,5 min |
| 800 m             | München           | 2. Juli 1939      | 1:50,5 min |
| 800 m             | Berlin            | 9. Juli 1939      | 1:49,4 min |
| 800 m             | Mailand           | 15. Juli 1939     | 1:46,6 min |
| 1000 m            | Berlin            | 18. Mai 1941      | 2:24,9 min |
| 1000 m            | Dresden           | 24. Mai 1941      | 2:21,5 min |
| 1000 m (Halle)    | Berlin            | 16. März 1941     | 2:28,4 min |
| 4 × 400-m-Staffel | Berlin            | 9. August 1936    | 3:11,8 min |
| 4 × 400-m-Staffel | Mailand           | 16. Juli 1939     | 3:10,4 min |
| 4 × 800-m-Staffel | Paris             | 17. August 1941   | 7:37,8 min |
| 4 × 800-m-Staffel | Braunschweig      | 23. August 1941   | 7:30,3 min |

### Persönliche Jahresbestleistungen
Von 1934 bis 1942 erzielte Harbig die folgenden 34 persönlichen Jahresbestleistungen.
| Jahr | 200-Meter-Lauf | 400-Meter-Lauf | 800-Meter-Lauf | 1000-Meter-Lauf | 1500-Meter-Lauf |
| ---- | -------------- | -------------- | -------------- | --------------- | --------------- |
| 1934 |                |                | 1:58,2 min     | 2:35,0 min      |                 |
| 1935 |                | 50,0 s         | 1:54,1 min     | 2:36,3 min      | 4:10,5 min      |
| 1936 | 22,0 s         | 48,8 s         | 1:52,2 min     | 2:31,0 min      | 4:05,5 min      |
| 1937 | 21,9 s         | 47,6 s         | 1:50,9 min     |                 | 4:02,6 min      |
| 1938 | 21,8 s         | 46,8 s         | 1:50,6 min     | 2:32,4 min      | 4:01,0 min      |
| 1939 | 21,5 s         | 46,0 s         | 1:46,6 min     |                 |                 |
| 1940 | 22,0 s         | 47,0 s         | 1:47,8 min     | 2:28,2 min      |                 |
| 1941 | 21,7 s         | 46,7 s         | 1:49,2 min     | 2:21,5 min      |                 |
| 1942 | 21,7 s         | 47,9 s         | 1:51,9 min     |                 |                 |

### Länderkämpfe
Harbig nahm vom 8. August 1937 bis zum 29. Juni 1941 an 17 Länderkämpfen teil. Dabei ging er bei 40 Läufen an den Start.
| Länderkampf                                   | Ort        | Tag               |
| --------------------------------------------- | ---------- | ----------------- |
| Deutschland gegen Frankreich                  | München    | 8. Aug. 1937      |
| England gegen Deutschland                     | London     | 14. Aug. 1937     |
| Deutschland gegen Tschechoslowakei            | Dresden    | 22. Aug. 1937     |
| Deutschland gegen Schweden                    | Berlin     | 18./19. Sep. 1937 |
| Frankreich gegen Deutschland                  | Paris      | 3. Juli 1938      |
| Deutschland gegen Polen                       | Königsberg | 9. Juli 1938      |
| Deutschland gegen USA                         | Berlin     | 13./14. Aug. 1938 |
| Schweden gegen Deutschland                    | Stockholm  | 27./28. Aug. 1938 |
| Deutschland gegen Frankreich                  | München    | 2. Juli 1939      |
| Italien gegen Deutschland                     | Mailand    | 15./16. Juli 1939 |
| Deutschland gegen England                     | Köln       | 20. Aug. 1939     |
| Deutschland gegen Belgien                     | Krefeld    | 26. Aug. 1939     |
| Deutschland gegen Italien                     | Stuttgart  | 3./4. Aug. 1940   |
| Dreiländerkampf Finnland–Schweden–Deutschland | Helsinki   | 7./8. Sep. 1940   |
| Ungarn gegen Deutschland                      | Budapest   | 5./6. Okt. 1940   |
| Rumänien gegen Deutschland                    | Bukarest   | 21. Juni 1941     |
| Italien gegen Deutschland                     | Bologna    | 28./29. Juni 1941 |

### Wettkämpfe
Rudolf Harbig ging zwischen 1934 und 1942 an 175 Tagen 233-mal an den Start. In dieser Zahl sind Waldläufe und Hallenstarts nicht berücksichtigt. 201-mal wurde er Sieger, 19-mal Zweiter, sechsmal Dritter, einmal Vierter und je dreimal Sechster und Siebenter. Harbig nahm an 19 verschiedenen Wettkampfdisziplinen teil; 50-mal trat er auf der 400-Meter-Distanz an, 83-mal im 800-Meter-Lauf.
| Distanz            | Anzahl |
| ------------------ | ------ |
| 50 m               | 1      |
| 100 m              | 10     |
| 200 m              | 23     |
| 300 m              | 1      |
| 400 m              | 50     |
| 500 m              | 2      |
| 800 m              | 83     |
| 880 yds            | 1      |
| 1000 m             | 10     |
| 1200 m             | 1      |
| 1500 m             | 5      |
| 4 × 100-m-Staffel  | 11     |
| 4 × 400-m-Staffel  | 22     |
| 10 × 400-m-Staffel | 1      |
| 4 × 800-m-Staffel  | 3      |
| 3 × 1000-m-Staffel | 2      |
| Olympische Staffel | 2      |
| Hochsprung         | 3      |
| Weitsprung         | 2      |
| Summe              | 233    |

| Jahr  | Starts |
| ----- | ------ |
| 1934  | 6      |
| 1935  | 18     |
| 1936  | 23     |
| 1937  | 38     |
| 1938  | 36     |
| 1939  | 37     |
| 1940  | 26     |
| 1941  | 31     |
| 1942  | 18     |
| Summe | 233    |

### Wettkampforte und -länder
Rudolf Harbig ging zwischen 1934 und 1942 in 45 Städten an den Start. Darunter befinden sich 15 ausländische. In 30 deutschen Städten, darunter auch die heute im Ausland liegenden Städte Breslau, Königsberg (Pr) und Wien, lief Harbig an 142 Tagen 186-mal. In seinen Auslandsläufen ging Harbig in elf verschiedenen Ländern an 33 Tagen 47-mal an den Start.
| Ort               | Starts |
| ----------------- | ------ |
| Berlin            | 37     |
| Braunschweig      | 18     |
| Breslau           | 3      |
| Chemnitz          | 1      |
| Cottbus           | 2      |
| Dortmund          | 1      |
| Dresden           | 60     |
| Duisburg          | 2      |
| Erfurt            | 1      |
| Forst (Lausitz)   | 1      |
| Frankfurt am Main | 3      |
| Frankfurt (Oder)  | 1      |
| Glauchau          | 2      |
| Hamburg           | 1      |
| Hannover          | 1      |
| Jena              | 2      |
| Karlsruhe         | 2      |
| Kassel            | 3      |
| Köln              | 3      |
| Königsberg (Pr)   | 3      |
| Krefeld           | 1      |
| Leipzig           | 19     |
| Luckenwalde       | 1      |
| Magdeburg         | 1      |
| Mannheim          | 1      |
| München           | 5      |
| Nürnberg          | 4      |
| Stuttgart         | 4      |
| Wien              | 1      |
| Wünsdorf          | 2      |
| Summe             | 186    |

| Land       | Ort         | Starts |
| ---------- | ----------- | ------ |
| Belgien    | Brüssel     | 2      |
| ČSR        | Reichenberg | 7      |
| Dänemark   | Kopenhagen  | 1      |
| England    | London      | 1      |
| Finnland   | Helsinki    | 3      |
| Frankreich | Paris       | 7      |
| Holland    | Amsterdam   | 1      |
| Italien    | Mailand     | 4      |
| Italien    | Como        | 1      |
| Italien    | Bologna     | 4      |
| Rumänien   | Bukarest    | 2      |
| Schweden   | Stockholm   | 6      |
| Schweden   | Karlstad    | 1      |
| Schweden   | Malmö       | 2      |
| Ungarn     | Budapest    | 4      |
| Summe      |             | 47     |